# Émetteurs de Limeux
Pour les articles homonymes, voir Limeux.
Les émetteurs d'Abbeville-Limeux sont un ensemble de deux pylônes appartenant à deux sociétés concurrentes en 2015 : l'émetteur 1 construit en 1967 appartient à TDF alors que le second émetteur,détruit en 2024, a été construit par Itas Tim (société rachetée fin 2016 par TDF).
Ce site ne doit pas être confondu avec la tour hertzienne située sur le mont Caubert, proche d'Abbeville.
D'une puissance maximale de 80 kW en TNT, il s'agit d'un des trois émetteurs principaux de Picardie. Les deux autres sites étant celui de l'émetteur d'Amiens Saint-just dans l'Oise et ceux d'Hirson Landouzy dans l'Aisne.
L'émetteur 1 est un mât de radiodiffusion et télévision à structure tubulaire haubanée d'une hauteur de 203 m, situé en bordure de la commune de Limeux en Picardie Maritime.
C'est la plus haute structure du département de la Somme.
L'émetteur 2, mis en service le 2 février 2016, est un mât quadripode autostable de télédiffusion à structure tubulaire en treillis d'une hauteur de 202 m (source ANFR), situé à 250 m de l'émetteur 1. Sa construction a débuté en octobre 2015 pour s'achever en janvier 2016. Il est la conséquence, à l'époque, de la concurrence entre deux opérateurs.

Tous les contrats de diffusion TNT étant rapatriés sur l'émetteur 1, TDF alors propriétaire en 2024 des deux antennes décide du démantèlement de l'émetteur 2. Cette opération est réalisée le 29 août 2024.
Le site des émetteurs de Limeux fait partie de la phase 1 de déploiement de la TNT HD. Outre Abbeville, il dessert aussi la ville d'Amiens et le Sud-Ouest du Pas-de-Calais.
Depuis le 2 février 2011, la réception des services de télévision se fait exclusivement en mode numérique (TNT). Seule la radio FM reste en mode analogique.
- Ville attribuée (CSA, Plan de Genève 2006...) : Abbeville
- Principales villes desservies : TV : Abbeville, Amiens - Radio : Abbeville
- Couverture max en TV à l'intérieur de la zone : Boulogne, Pernes, Bapaume, Saint Quentin, Noyon, Montdidier, Grandvilliers, Neuchâtel en Bray, Dieppe.

## Le site
Les émetteurs sont situés sur une colline au lieu dit la motte à 10 km d'Abbeville et à 35 km d'Amiens, l'altitude du site est 111m. Au pied de l'émetteur 1, on trouve également un poste électrique, s’étendant sur 11 hectares, alimenté par la ligne de 400 000 V reliant la centrale nucléaire de Penly à Argœuves ainsi que par les éoliennes de la région.
Ce poste a été inauguré le 24 juin 2016 et a pour objectif de sécuriser l'alimentation électrique de l'ouest amiénois. Après transformation sur site en 225 000 V, une ligne souterraine de 25 km jusqu'à Montmarquet, puis aérienne sur des pylônes existants, achemine le courant à Blocaux près de Gauville venant ainsi renforcer le maillage existant.
Dans le reportage "Limeux duel au sommet", France 3 indique que le poste électrique rapporte 100 000 € par an et les pylônes électriques 48 000 € à l'intercommunalité.

## Historique
À l'origine, il existait uniquement un réseau de télévision noir et blanc 819 lignes. Le premier émetteur de Picardie est un émetteur temporaire situé sur la commune de Coisy au nord d'Amiens canal F11V. Cet émetteur pilotait au début des années 60 un réémetteur VHF d'une puissance de 3 watts situé à Eu-Mers-les-bains (canal F6V).
À cette même époque, il a été décidé de créer un réseau d'émetteurs intercalaires permettant la diffusion d'une deuxième chaine. Dans ce cadre et également en prévision de programmes futurs, trois fréquences UHF d'une puissance de 500Kw : canaux 57, 60 et 63 ont été négociées lors de la conférence de Stockholm de 1961. Le site désigné dans cet accord est situé sur la commune de Huppy à 109m d'altitude : 50° 02′ N, 1° 45′ E
, mais aucun émetteur n'a finalement été construit à cet endroit, une tolérance de 15Km étant prévue dans l'accord initial. Dans ce scénario abandonné, l'émetteur de Neuchâtel-Croixdalle n'existe pas.
Même si trois fréquences sont prévues, au départ seule la deuxième chaine couleur de l'ORTF sera diffusée sur le canal 57 courant 1968. Il faudra attendre la création d'un troisième programme au début des années 1970 pour voir l'activation du canal 60. La première chaine de l'ORTF n'a jamais été diffusée en couleur, il fallait la capter sur un autre émetteur en VHF 819 lignes. C'est sous le nom de TF1 que le premier programme sera diffusée en couleur, à Paris à partir de décembre 1975, sur le canal 63 de l'émetteur de Limeux à partir du 18 juin 1977 et jusqu'en 1983 pour le reste de la France.
La puissance de ces trois émetteurs a été réduite à la suite de l'amélioration de la sensibilité des tuners.

## Émetteur 2 - TNT uniquement (2015-2024)
Le second émetteur n'est équipé que d'un "pylônet" (partie au sommet de l'antenne) constitué de panneaux de diffusion UHF et d'un petit local technique exclusif à la diffusion TNT.
L'émetteur 1 comporte entre autres des dipôles VHF pour la diffusion radiophonique FM, des panneaux de diffusion UHF à mi-hauteur (par exemple en 2024 pour la diffusion du multiplex UHD R9) en plus des panneaux UHF au sommet de l'antenne et un bâtiment adjacent sur 2 étages.
Dans le cadre de l'ouverture à la concurrence les infrastructures existantes sont accessibles aux diffuseurs alternatifs moyennant le versement d'un loyer à l'opérateur historique. En 2015 Itas Tim a estimé que la construction d'un second émetteur - projet à plusieurs millions d'euros- était plus rentable qu'un accord financier avec TDF. Ainsi, le directeur d'Itas Tim indique, en 2015, qu'en émettant depuis l'émetteur 1, il devrait reverser 80% de son chiffre d'affaires à TDF. À partir du moment où TDF a racheté Itas Tim, TDF peut rapatrier la totalité des multiplex TNT sur son émetteur historique.
L'existence d'un second émetteur ne se justifie plus car l'exploitation de deux sites de diffusion entraine de surcroit le double paiement aux collectivités locales de la taxe remplaçant la taxe professionnelle : L'IFER.
TDF a donc fait le choix de la démolition du second émetteur. Cette démolition s'est déroulée la semaine su 26 août 2024 d'abord à l'aide de cordistes et par hélitreuillage du "pylonet" et de la partie supérieure de l'antenne, puis le 29 août 2024 par effondrement des 128 mètres restant à l'aide d'un treuil.

## Réception Analogique (émetteur 1)

### La bande FM sur Limeux - La radio
| Radio FM  | Radio FM             | Radio FM  | Radio FM      | Radio FM                                              | Radio FM |
| Fréquence | Nom de la radio      | Puissance | Code RDS (PS) | Code RDS (RT)                                         | Remarque |
| --------- | -------------------- | --------- | ------------- | ----------------------------------------------------- | -------- |
| 89,8 MHz  | France Musique       | 2,5 kW    | MUSIQUE_      | "FRANCE MUSIQUE - (Émission ou titre en cours)"       |          |
| 93,1 MHz  | France Inter         | 2,5 kW    | __INTER_      | "FRANCE INTER - (Émission en cours)"                  |          |
| 97,4 MHz  | France Culture       | 2,5 kW    | _CULTURE      | "FRANCE CULTURE - (Émission en cours)"                |          |
| 100,6 MHz | France Bleu Picardie | 5 kW      | BLEU.PIC      | "FRANCE BLEU PICARDIE - (Émission ou titre en cours)" |          |

### La bande UHF sur Limeux - arrêt de la diffusion SECAM le 2 février 2011
Il s'agit d'un émetteur de forte puissance : le plus puissant du Nord-Pas de Calais et de la Somme pour les 5e et 6e réseaux analogique (80 kW) [services désactivés le 02/02/2011].
| Télévision analogique SECAM avec porteuse NICAM sauf décrochage régional de France 3 | Télévision analogique SECAM avec porteuse NICAM sauf décrochage régional de France 3 | Télévision analogique SECAM avec porteuse NICAM sauf décrochage régional de France 3 | Télévision analogique SECAM avec porteuse NICAM sauf décrochage régional de France 3 | Télévision analogique SECAM avec porteuse NICAM sauf décrochage régional de France 3               |
| Nom de la chaîne                                                                     | Canal                                                                                | Puissance                                                                            | État                                                                                 | Remarque                                                                                           |
| ------------------------------------------------------------------------------------ | ------------------------------------------------------------------------------------ | ------------------------------------------------------------------------------------ | ------------------------------------------------------------------------------------ | -------------------------------------------------------------------------------------------------- |
| TF1                                                                                  | 63H                                                                                  | 380 kW                                                                               | Désactivé le 02/02/11                                                                | |
| France 2                                                                             | 57H                                                                                  | 380 kW                                                                               | Désactivé le 02/02/11                                                                | Fréquence qui sera utilisée par un Multiplex TNT                                                   |
| France 3 Picardie                                                                    | 60H                                                                                  | 380 kW                                                                               | Désactivé le 02/02/11                                                                | Avec Artefacts (défauts de compression numérique) : il s'agit de la reprise en SECAM du signal TNT |
| Canal+                                                                               | non diffusé                                                                          | N/A                                                                                  | Désactivé le 14/04/10                                                                | Réception depuis l'Émetteur de Bouvigny-Boyeffles Canal VHF 05H puissance 200 kW                   |
| France 5 / Arte                                                                      | 45H                                                                                  | 80 kW                                                                                | Désactivé le 02/02/11                                                                | |
| M6                                                                                   | 42H                                                                                  | 80 kW                                                                                | Désactivé le 02/02/11                                                                | |

La norme L, de télédiffusion analogique, utilisée en France diffuse la sous-porteuse audio en modulation d'amplitude; un procédé qui, vu la largeur de bande utilisée dans la norme L, ne permet pas la stéréo contrairement aux normes B/G ou le son est diffusé en modulation de fréquence. Sous l'impulsion de TF1, TDF a adapté le procédé NICAM afin de pouvoir diffuser en stéréo. Il s'agit d'ajouter au signal émis une sous-porteuse audionumérique proche du signal de chrominance, un récepteur non compatible considérera cette porteuse comme du "bruit", un récepteur compatible remplacera le son analogique par le signal stéréo-numérique. L’inconvénient de ce système est que outre le fait de disposer d'un récepteur compatible, il est nécessaire d'équiper individuellement chaque émetteur d'un multiplexeur NICAM. Si dès 1994 pour la tour Eiffel était équipée, il faudra attendre début 1998 pour que TF1 et M6 soient diffusées en NICAM sur l'émetteur de Limeux et le début des années 2000 pour l'équipement des chaines publiques sur les canaux 45 57 et 60. Canal + n'a jamais utilisé le NICAM, car son parc de décodeur n'était pas compatible avec ce procédé.
Fin de la TV analogique sur Abbeville-Limeux : 2 février 2011. Sur le nouveau calendrier, la Picardie bénéficie de 24 h de plus que les régions voisines : le Nord Pas-de-Calais et la Haute-Normandie.
Après cette date, l'utilisation des magnétoscopes VHS (non équipés d'un tuner TNT) nécessitera soit l'adjonction d'un adaptateur TNT soit l'impossibilité de regarder une chaine et d'en enregistrer une autre...

### La bande VHF III dans la région - arrêt de Canal + le 14 avril 2010

Philips PM5544 (4/3-768x576).

Afin de libérer des fréquences pour la RNT (la radio numérique terrestre), les fréquences utilisées par Canal+ en analogique sont désactivées de manière anticipée. Ainsi dans la Somme, il n'est plus possible de recevoir cette chaîne en mode analogique depuis le 14 avril 2010 (réception terrestre de Canal+ exclusivement TNT).
La chaîne pouvait être reçue sur le canal 05 VHF (200 kW) depuis l'Émetteur de Bouvigny-Boyeffles du 4 novembre 1984 au 14 avril 2010.
Le 14 avril 2010, après la diffusion de l’émission la matinale, le programme de Canal+ fut remplacé vers 8H30 par une mire phillips PM5544 pendant une dizaine de minutes, puis vers 9 h par une mire de barres et vers 9 h 10 l'ajout du message « Votre région est passée au numérique pour la chaîne Canal + ». Désactivation complète du signal vers minuit.
À la suite de la désactivation des émetteurs de Wavre (RTBF 1 en VHF canal 8, 100 kW, fin en mars 2010) et de Leeuw-Saint-Pierre (Één canal 10 VHF, 100 kW, fin novembre 2008), il n’y a plus aucune chaîne analogique diffusée en VHF dans les régions Nord, Pas-de-Calais et Picardie.
Le lancement de la RNT n'est néanmoins en 2010 plus une priorité.

## Réception numérique (historique 2007-2019)

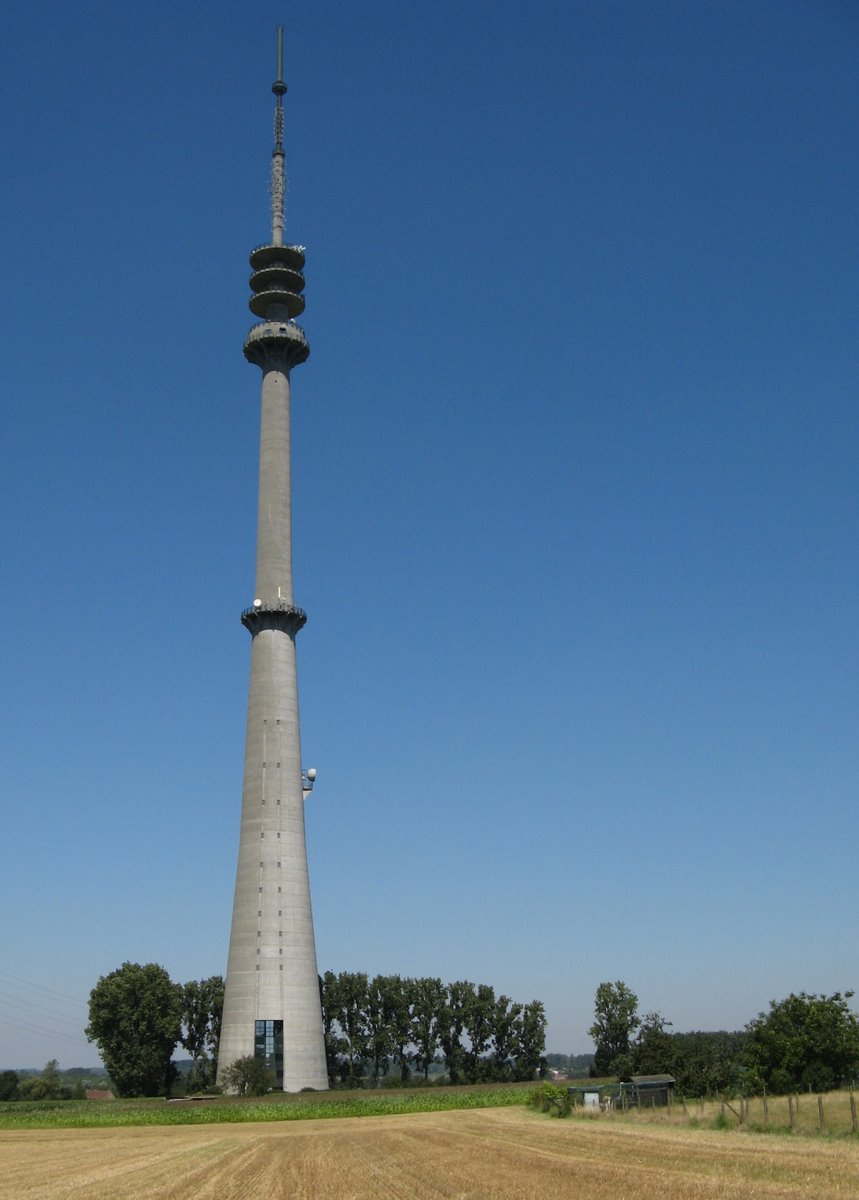
L'émetteur de la VRT à Leeuw-Saint-Pierre (300 m) en Belgique.

À l'origine prévu pour mi-2006, le démarrage de la TNT sur cet émetteur a été repoussé à décembre 2007.
Au départ, il était prévu pour la TNT de construire un deuxième mat sur le site FM Towercast d'Huchenneville situé au lieu-dit "La maison de la plaine du moulin neuf". Ce projet a été abandonné et tous les multiplex sont diffusés depuis le mat historique de Limeux. L'appellation "maison plaine" est cependant restée dans les documents du CSA.
La diffusion simultanée de service TV numérique et analogique oblige l'utilisation d'une phase transitoire qui a deux conséquences :
- La diffusion se fait à puissance réduite par rapport à ce qu'elle sera une fois l'analogique arrêté ;
- Les canaux définitifs ne sont pas forcement disponibles : le canal 57 H est utilisé par France 2 en analogique.

À noter que dans le plan initial (plan de Genève 2006) le canal 22 H qui était attribué à Limeux est actuellement utilisé par l'émetteur de Leeuw-Saint-Pierre en Belgique. Dans le plan définitif, l'émetteur belge est censé utiliser le canal 10 en VHF.
Enfin, il subsistera toujours (même après basculement définitif) des problèmes d'interférences avec certains émetteurs anglais. La puissance d'émission sera donc réduite dans cette direction : on parle de gabarit de rayonnement.

### TNT Phase de transition / plan de passage et plan cible
Afin de ne pas perturber les émetteurs voisins, le passage au numérique terrestre pour les signaux de télévision a été réalisé en trois phases, la phase finale correspondant aux fréquences négociées dans le plan de Genève 2006. À la suite de négociations internationales, une phase supplémentaire sera mise en œuvre afin de libérer la bande des 700 MHz au profit de la téléphonie mobile

#### Phase de transition de décembre 2007 au 2 février 2011
La première de ces phases : la phase de transition s’est déroulée de décembre 2007 au 2 février 2011.
Elle correspond à la cohabitation sur l’émetteur entre les signaux analogiques SECAM et les signaux numériques.
| Télévision numérique terrestre Phase de transition jusqu'au 2 février 2011 | Télévision numérique terrestre Phase de transition jusqu'au 2 février 2011 | Télévision numérique terrestre Phase de transition jusqu'au 2 février 2011 | Télévision numérique terrestre Phase de transition jusqu'au 2 février 2011 | Télévision numérique terrestre Phase de transition jusqu'au 2 février 2011 |
| Nom du multiplex                                                           | Canal                                                                      | Puissance (PAR nominale)                                                   | Norme de diffusion                                                         |                                                                            |
| -------------------------------------------------------------------------- | -------------------------------------------------------------------------- | -------------------------------------------------------------------------- | -------------------------------------------------------------------------- | -------------------------------------------------------------------------- |
| Multiplex R1                                                               | 29H                                                                        | 15 kW                                                                      | DVB-T                                                                      |                                                                            |
| Multiplex R2                                                               | 25H                                                                        | 30 kW                                                                      | DVB-T                                                                      |                                                                            |
| Multiplex R3                                                               | 33H                                                                        | 30 kW                                                                      | DVB-T                                                                      |                                                                            |
| Multiplex R4                                                               | 39H                                                                        | 30 kW                                                                      | DVB-T                                                                      |                                                                            |
| Multiplex R5                                                               | 37H                                                                        | 30 kW à partir du 30 octobre 2008                                          | DVB-T                                                                      |                                                                            |
| Multiplex R6                                                               | 58H                                                                        | 11 kW                                                                      | DVB-T                                                                      |                                                                            |

#### Plan de passage puis plan ajusté du 2 février 2011 au 2 juillet 2012
La seconde phase : le plan de passage fait suite à l’extinction des signaux analogiques dans la région. Les fréquences ainsi libérées peuvent alors être utilisées afin de transmettre des multiplex TNT (cas du canal 57 sur Limeux)
Fréquences et puissance (source CSA - février 2010) :
| Télévision numérique terrestre plan de passage à partir du 2 février 2011 | Télévision numérique terrestre plan de passage à partir du 2 février 2011 | Télévision numérique terrestre plan de passage à partir du 2 février 2011 | Télévision numérique terrestre plan de passage à partir du 2 février 2011 |
| Nom du multiplex                                                          | Canal                                                                     | Puissance (PAR nominale)                                                  | Hauteur de l'antenne                                                      |
| ------------------------------------------------------------------------- | ------------------------------------------------------------------------- | ------------------------------------------------------------------------- | ------------------------------------------------------------------------- |
| Multiplex R1                                                              | 57H                                                                       | 80 kW                                                                     | 190m                                                                      |
| Multiplex R2                                                              | 25H                                                                       | 30 kW puis 80 kW                                                          | 113m puis 190m                                                            |
| Multiplex R3                                                              | 33H                                                                       | 30 kW                                                                     | 157m                                                                      |
| Multiplex R4                                                              | 55H                                                                       | 30 kW                                                                     | 113m                                                                      |
| Multiplex R5                                                              | 58H                                                                       | 30 kW                                                                     | 190m                                                                      |
| Multiplex R6                                                              | 39H                                                                       | 80 kW                                                                     | 190m                                                                      |

Le passage au numérique des pays voisins aidant, il a été possible, le 2 avril 2012, d’augmenter la puissance sur le multiplex R2 à 79 kW, on parle alors de plan ajusté : il n’y a pas de modification de fréquence, mais une amélioration de la zone de couverture.

#### Plan cible depuis le 3 juillet 2012
La troisième et dernière phase correspond au plan cible. Cette phase est réalisée après le passage au tout numérique des pays frontaliers. En l’espèce, ce passage est effectif dans le sud du Kent depuis le 27 juin 2012.
| Télévision numérique terrestre plan cible à partir du 3 juillet 2012 | Télévision numérique terrestre plan cible à partir du 3 juillet 2012 | Télévision numérique terrestre plan cible à partir du 3 juillet 2012 | Télévision numérique terrestre plan cible à partir du 3 juillet 2012 | Télévision numérique terrestre plan cible à partir du 3 juillet 2012 |
| Nom du multiplex                                                     | Canal                                                                | Puissance (PAR nominale)                                             | Hauteur de l'antenne                                                 | Opérateur                                                            |
| -------------------------------------------------------------------- | -------------------------------------------------------------------- | -------------------------------------------------------------------- | -------------------------------------------------------------------- | -------------------------------------------------------------------- |
| Multiplex R1                                                         | 57H                                                                  | 80 kW                                                                | 190 m                                                                | TDF                                                                  |
| Multiplex R2                                                         | 25H                                                                  | 80 kW                                                                | 190 m                                                                | TDF                                                                  |
| Multiplex R3                                                         | 28H                                                                  | 80 kW                                                                | 190 m                                                                | TDF                                                                  |
| Multiplex R4                                                         | 55H                                                                  | 80 kW                                                                | 190 m                                                                | TDF                                                                  |
| Multiplex R5                                                         | 58H                                                                  | 80 kW                                                                | 190 m                                                                | Itas Tim (racheté par TDF)                                           |
| Multiplex R6                                                         | 39H                                                                  | 80 kW                                                                | 190 m                                                                | Towercast (NRJ Group)                                                |

Une nouvelle mémorisation est nécessaire à partir de cette date afin de recevoir les plages en clair de Canal+.
Outre l'augmentation de puissance sur les multiplex R3 R4 et R5, le gabarit de rayonnement se trouve aussi modifié. Tous les multiplex sont maintenant diffusés depuis le sommet de l’émetteur.
Norme de compression vidéo : toutes les chaînes en clair en définition standard (SD) sont en MPEG2. Les chaînes chiffrées ainsi que les chaînes en HD sont en MPEG4 H.264 et nécessitent donc l'utilisation d'un récepteur spécifique.
Alors que sur le satellite le déploiement de la HD va généralement de pair avec l'utilisation de la norme DVB-S2 (S pour satellite), il n'en est rien pour la TNT HD qui, en France, utilise la norme DVB-T (T pour terrestre).
L'utilisation de la norme DVB-T2 sur les émetteur TNT permet un gain de 30 à 50 % de capacité sur les multiplex par rapport au DVB-T, ce qui n'est pas négligeable dans un contexte de pénurie de fréquences UHF. Le DVB-T ne permet la diffusion que de 3 chaînes en haute définition sur un même multiplex. Le souci est que la plupart des adaptateurs en service ne peuvent pas décoder cette norme...

#### Les gabarits de rayonnement depuis le 3 juillet 2012

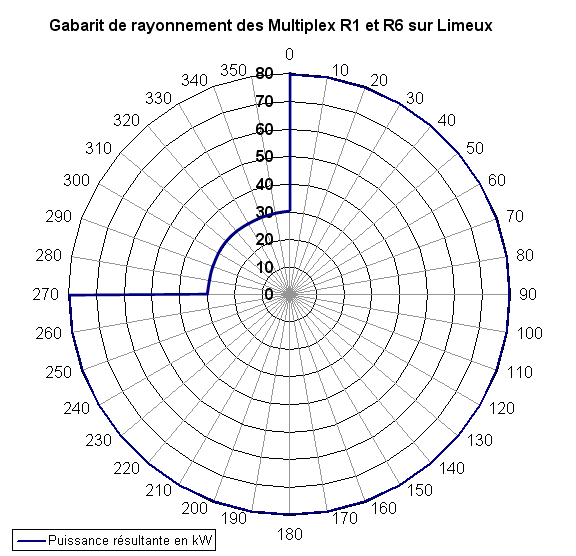
Gabarit des multiplex R1 et R6.

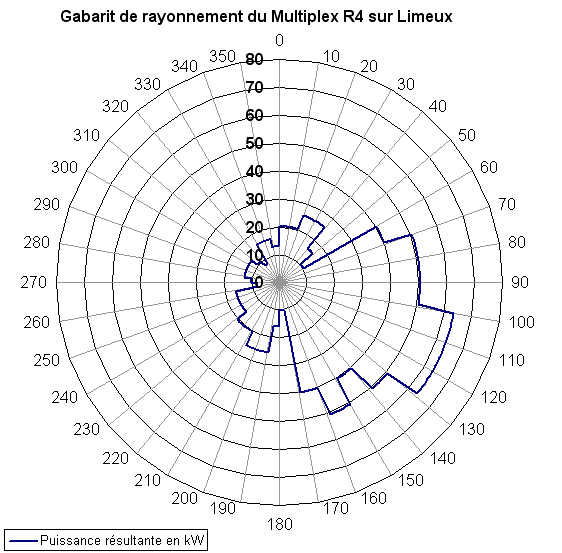
Gabarit du multiplex R4.

Afin de ne pas interférer avec les émetteurs voisins, la puissance d'émission peut être réduite dans certaines directions. Pour les multiplex des réseaux 1,6 et 4, les gabarits ci-dessus présentent les réductions de puissance en fonction de la direction. Le centre du gabarit correspond à l'émetteur, le 0° correspond au nord avec une graduation tous les 10°. Enfin, la PAR résultante est gradué de 10 à 80 kW.
Ainsi pour le multiplex R1 et R6, la PAR résultante  est de 29,8 kW entre les points cardinaux nord et ouest et de 79,5 kW dans les autres directions. Pour le multiplex R4, la PAR maximale 63,5 kW est transmisse dans la direction allant de 100° à 130° vers l'est en partant du nord.Ces puissances sont calculées à partir de l’atténuation en Décibel contenue dans les décisions du CSA (voir notes). Ces gabarits sont toutefois théoriques, il n'est en effet, par exemple, pas physiquement possible de passer de 79,5 kW  à 29,8 kW en l'espace d'un degré. La réduction de puissance dépend de la forme des antennes et est dans la réalité plus progressive.

#### Limeux et l'isofréquence (SFN)
L'isofréquence ou SFN consiste à émettre sur la même fréquence un même multiplex depuis deux émetteurs voisins.
Ceci permet ainsi d'économiser la ressource radioélectrique qui est limitée (en UHF il n'y a que 49 canaux disponibles) et de compléter la couverture. Ce procédé n'est pas utilisable avec la télévision analogique (possible en radio FM) mais fonctionne avec la TNT.
Une croix dans le tableau ci-dessous indique que le multiplex concerné (R1, R2, R3, R4, R5 ou R6) est diffusé sur la même fréquence que sur l'émetteur de Limeux.
Au plan de passage les multiplex en SFN ne seront plus les mêmes, toujours une constante cependant le multiplex R1 n'est jamais en SFN avec un émetteur d'une autre région. En effet les versions de France 3 étant différentes un tel paramétrage est impossible!
L'émetteur de DURY-Towercast est en SFN avec l'émetteur de Saint-Just-en-Chaussée pour la totalité des multiplex diffusés sur ce site.
Tous les ré-émetteurs de la Somme situés à l'ouest d'Amiens sont pilotés en SFN par l'émetteur de Limeux quel que soit le multiplex. Ceci n'était pas le cas lors de la phase de transition. Enfin la TNT HD est maintenant déployée sur la totalité des sites, il est cependant possible qu'au départ tous les sites ne soient pas alimentés en HD même si un canal est réservé.

#### L'acheminement des signaux vers Limeux
Le transport des multiplex se fait principalement via le satellite Eutelsat 5 West B (Eutelsat 5 West A avant 2020)
| Provenance des multiplex    | Provenance des multiplex                      | Provenance des multiplex              | Provenance des multiplex |
| Fréquence Eutelsat 5 West A | jusqu'au 5 avril 2016                         | après le 5 avril 2016                 | Remarque |
| --------------------------- | --------------------------------------------- | ------------------------------------- | --- |
| 11 139 MHz Pol. V           | Multiplex R4 et R6 DVB-S Newtec               | -                                     | |
| 11 471 MHz Pol. V           | Wéo Picardie                                  | -                                     | DVB-S2 Répéteur à l'époque opéré par Orange                                                                                     |
| 11 509 MHz Pol. H           | - puis Multiplex R2 et R3 DVB-S Newtec        | Multiplex R1,R4,R6 DVB-S2 multistream | R1 Remplacement de "F3 sat" par "F3 Picardie" ajout de Wéo (R1,R4,R6 Multiplex correspondants respectivement au flux 1, 4 et 6) |
| 11 591 MHz Pol. V           | Multiplex R1 DVB-S                            | -                                     | Remplacement de "F3 sat" par "F3 Picardie"                                                                                      |
| 11 636 MHz Pol. V           | Multiplex R2 et R3 DVB-S Newtec (puis 11509H) | -                                     | |
| -                           | Multiplex R5                                  | -                                     | Au départ acheminement terrestre via réseau "Transport Multi-services" de TDF; par la suite diffusion sur 12 648 MHz Pol. V     |
| 12 648 MHz Pol. V           | Multiplex R7,R8,R5 DVB-S2 multistream         | Multiplex R7,R2,R3 DVB-S2 multistream | DVB-S2 AMC/VCM (Multiplex correspondants respectivement au flux 1, 2 et 3)                                                      |

En DVB-S, le procédé Newtec (nom de la société qui fournit le service) est un procédé d'encapsulation : cela consiste à agréger deux multiplex sur une même fréquence satellite. Les coûts de diffusion satellite sont ainsi divisés par deux. Le signal est ensuite désencapsulé au niveau de l'émetteur pour recréer les deux multiplex. La réception des fréquences Newtec n'est possible qu'avec un matériel professionnel spécifique. Les multiplex étant diffusés en clair (les chaines de la TNT gratuite ne sont pas chiffrées), il est cependant possible d'extraire les signaux depuis la carte tuner d'un PC avec un programme développé spécifiquement dans ce but : par exemple tntdemux.
Finalement, pour les chaînes nationales à l'époque en MPEG2, seul Le multiplex R1 à la norme DVB-S pouvait être 'lu' avec un récepteur satellite du commerce. La réception pour le grand public des autres chaines, sur ce satellite, est possible via l'opérateur Fransat.
La chaîne Wéo Picardie était acheminée en MPEG 4 par satellite afin de réduire les coûts de diffusion. Cette dernière était ensuite transcodée en MPEG 2 au niveau de l'émetteur pour diffusion sur le multiplex R1.
La mise en place du procédé DVB-S2 pour la diffusion des chaines HD s'accompagne d'une évolution de la norme de diffusion avec le procédé multistream, une évolution du  procédé newtec. Désormais trois multiplex sont transportés sur deux transpondeurs à la norme AMC/VCM (Codage et Modulation Adaptatifs et Variables). Cette dernière permet de changer dynamiquement les paramètres de transmission (par exemple le taux de correction directe d'erreur (FEC) doit être augmenté en cas de réception difficile (ex : mauvaise météo)). Si les récepteurs capables de lire le newtec était peu nombreux : souvent de cartes tuner pour PC, aujourd'hui les récepteurs pouvant recevoir le multistream se trouvent facilement dans le commerce.
Le démultiplexage ajoute un délai d'environ 1 seconde entre la réception directe et le signal TNT (sauf France 3 dont le signal est modifié à Amiens).
Actuellement le mutiplex R1 est constitué à Amiens : le multiplex national est reçu par satellite, France 3 Sat est supprimé et remplacé par France 3 Picardie, la décompression réencodage de France 3 ajoute un délai d'environ 6 secondes sur cette chaine (le signal de France 3 Picardie pour les programmes nationaux est donc reçu environ 7 secondes plus tard que le signal en réception directe France3 sat) et enfin Wéo Picardie est ajouté. À noter que cette technique ne permet pas d'utiliser le multiplexage statistique pour ces deux chaines ainsi le flux vidéo de Wéo est fixe à 3,4Mb/s et celui de France 3 Picardie à 5,2 Mb/s. Le multiplex est ensuite transmis par le réseau IP terrestre de TDF jusqu'au bâtiment situé au pied de l'émetteur historique. L'acheminement jusqu'au pylône ITAS est réalisé par un faisceau Hertzien par une antenne orientée à 96,8° qui est en vis à vis avec une antenne orientée à 276,8° présent sur le pylône ITAS.

### Le contenu des Multiplex du plan cible (fréquences valables du 3 juillet 2012 au 5 avril 2016)
Outre les données audio vidéo, le multiplex contient aussi des flux de données : notamment le R1 et le R4 qui contiennent les flux de mise à jour pour les adaptateurs TNT gérés par l'ATH.
La diffusion des multiplex est réalisée en modulation d'amplitude en quadrature à 64 états (ou QAM 64).
Bien que technologiquement possible, il n'y a pas de radio diffusée sur la TNT française.

#### Barème attribué aux chaines
L’arrivée de France Ô sur la TNT nationale le 8 juin 2010 a entraîné une modification du barème attribué aux chaines:
| Évolution du barème en millième                                                                             | Évolution du barème en millième | Évolution du barème en millième  |
| Type de chaine                                                                                              | ancien barème                   | barème actuel (depuis juin 2010) |
| --- | ------------------------------- | -------------------------------- |
| Chaines en clair en définition standard (MPEG2 SD)                                                          | 165 millièmes                   | 160 millièmes                    |
| Chaines chiffrées en définition standard (MPEG4 SD)                                                         | 105 millièmes                   | 95 millièmes                     |
| Chaines chiffrées en définition standard avec des plages en clair (MPEG4 SD/ MPEG2 SD) (ie. Paris Première) | 165 millièmes                   | 160 millièmes                    |
| Chaines en haute définition                                                                                 | 325 millièmes                   | 325 millièmes                    |

Seul le barème (donc la qualité) des chaines haute définition est inchangée. Ce propos est à relativiser pour les services payants en MPEG4 SD. En effet, l'évolution technologique a augmenté la qualité de compression dans cette norme, depuis l'établissement de l'ancien barème. Le MPEG4 utilisé sur la TNT SD ou HD est la même norme de compression vidéo (H264) que celle utilisée en HD dans les disques Blu-ray.
À l'inverse, la technologie MPEG2 SD des services en clair en définition standard, datant de 1994 et utilisée dans les DVD vidéo, était quant à elle déjà aboutie lors de l'établissement de l'ancien barème.
Multiplex R1 
| 2  | France 2          | 257 |
| 3  | France 3 Picardie | 274 |
| 5  | France 5          | 260 |
| 19 | France Ô          | 261 |
| 13 | LCP               | 262 |
| 35 | Wéo Picardie      | 373 |

Wéo Picardie est la chaine locale désignée par le CSA. Si cette dernière n’avait pas commencé à émettre avant le 2 octobre 2013, le CSA était susceptible de lui retirer son autorisation d’émettre. In extremis Wéo a diffusé un écran noir, certains adaptateurs TNT ont réglé automatiquement cet écran noir en lieu et place de France 3,une recherche automatique corrigeant le problème immédiatement. À partir du 6 novembre 2013, un programme promotionnel est diffusé, le logo de la chaîne est identique à la version du nord pas de calais mais il est vert au lieu de violet. Le 5 décembre 2013, Wéo commence la diffusion effective de programmes promotionnels et ce jusqu'au 8 janvier 2014, date à partir de laquelle, la chaîne a cessé ses retransmissions. Il s'agit pour cette dernière de trouver des partenaires financiers afin de pérenniser sa diffusion.
Le CSA a rendu caduque l'autorisation de cette chaine
France Ô remplace Arte depuis le 8 juin 2010. Cette dernière a été transférée sur le R6.
Contrairement aux autres multiplex, le R1 n'est pas une simple reprise d'un signal "clef en main" puisqu'il est nécessaire d'y intégrer le signal régional de France 3 avec un SID spécifique : SID 274 pour France 3 Picardie, ainsi que la chaîne locale Wéo Picardie :SID 373.
Le télétexte de France 2, un temps diffusé sur le satellite géostationnaire Atlantic Bird 3 (en numérique) n'a jamais été repris par l'émetteur de Limeux. De même le télétexte de France 5 n'est pas non plus diffusé. France Télévisions ne met plus à jour son service télétexte. En mars 2013, sur les rares réseaux où ce dernier est encore diffusé (France 3 et France 5) : les pages les plus récentes datent de mai 2012.
Multiplex R2 
| 8  | D8       | 513 |
| 14 | France 4 | 519 |
| 15 | BFM TV   | 515 |
| 16 | i>Télé   | 516 |
| 17 | D17      | 517 |
| 18 | Gulli    | 518 |

À la suite du rachat de Virgin 17 par le Groupe Bolloré, cette dernière a été remplacée le 1er septembre 2010 par la chaîne Direct Star. Les chaînes du Groupe Bolloré ont ensuite été rachetées par le Groupe Canal+ qui souhaitait s'implanter dans la télévision gratuite généraliste (Canal+ détient déjà sur la TNT gratuite la chaîne d'information en continu i>Télé). Direct 8 et Direct Star ont alors été remplacées, le 7 octobre 2012, par les chaînes D8 et D17
Multiplex R3 
| 4  | Canal+ en clair     | 769  |
| 4  | Canal+ HD (chiffré) | 769  |
| 42 | Canal+ Sport        | 771  |
| 43 | Canal+ Cinéma       | 770  |
| 45 | Planète+            | 1283 |

Dans le plan de passage, c'est-à-dire du 2 février 2011 au 2 juillet 2012, ce multiplex était diffusée sur le canal 33H (fréquence 570,16 MHz)
Multiplex R4 
| Canal 55H, fréquence 746,16 MHz | Canal 55H, fréquence 746,16 MHz   | Canal 55H, fréquence 746,16 MHz |
| LCN                             | Chaîne                            | SID                             |
| ------------------------------- | --------------------------------- | ------------------------------- |
| 6                               | M6                                | 1025                            |
| 9                               | W9                                | 1026                            |
| 11                              | NT1                               | 1027                            |
| 41                              | Paris Première (en clair/chiffré) | 1028                            |
| 57                              | Arte HD                           | 1031                            |

Le passage de Paris Première du clair au chiffré s'accompagne tout d'abord d'un changement du PID Vidéo pour le passage en MPEG 4 clair puis quelques secondes plus tard au chiffrement.
Multiplex R5 - premier multiplex dédié à la TNT HD (basculement sur l'émetteur 2 le 1er février 2016)
| Canal 58H, fréquence 770,16 MHz | Canal 58H, fréquence 770,16 MHz | Canal 58H, fréquence 770,16 MHz |
| LCN                             | Chaîne                          | SID                             |
| ------------------------------- | ------------------------------- | ------------------------------- |
| 51                              | TF1 HD                          | 1281                            |
| 52                              | France 2 HD                     | 1282                            |
| 56                              | M6 HD                           | 1283                            |

Multiplex R6
| Canal 39H, fréquence 618,16 MHz | Canal 39H, fréquence 618,16 MHz | Canal 39H, fréquence 618,16 MHz |
| LCN                             | Chaîne                          | SID                             |
| ------------------------------- | ------------------------------- | ------------------------------- |
| 1                               | TF1                             | 1537                            |
| 10                              | TMC                             | 1542                            |
| 7                               | Arte                            | 1543                            |
| 12                              | NRJ 12                          | 1538                            |
| 46                              | TF6                             | 1541                            |
| 48                              | LCI                             | 1539                            |
| 49                              | Eurosport                       | 1540                            |

Le service télétexte de TF1 est intégralement repris en numérique sur le Mux R6.
À la suite de l'arrivée d'ARTE le 8 juin 2010 et par manque de place sur ce multiplex, les flux AC3 ne sont plus diffusés sur TF1 et NRJ 12. Cette modification touche la totalité des émetteurs TNT de France. Enfin depuis fin 2010 le télétexte est disponible sur Arte via le PID 740 (cette modification est nationale).
Multiplex R7 : multiplex opéré par Towercast dédié à la TNT HD (activé le 17/12/2013)
| Canal 22H, fréquence 482,16 MHz | Canal 22H, fréquence 482,16 MHz | Canal 22H, fréquence 482,16 MHz |
| LCN                             | Chaîne                          | SID                             |
| ------------------------------- | ------------------------------- | ------------------------------- |
| 20                              | HD1                             | 2561                            |
| 21                              | L'Équipe 21                     | 2562                            |
| 25                              | Chérie 25                       | 2563                            |

Le LCN attribué aux chaînes des multiplex R7 et R8 sera compris entre 20 et 25. Le 24 juillet 2012, un tirage au sort a permis de déterminer le numéro attribué à chacune d’elles. Le démarrage est prévu (pour les régions de Paris, Bordeaux, Lesparre-Médoc, Marseille, Bayonne, Auxerre, Sens et Troyes) le 12 décembre 2012. L'émetteur de Limeux a quant à lui été reporté en phase 6 (7 mois plus tard que la date initialement prévue) soit le 17 décembre 2013. Une réception de ces multiplex sera possible au sud d'Abbeville dès le 11 juin 2013 depuis l'émetteur de Neuchâtel-Croixdalle (5 kW).
Multiplex R8 : multiplex opéré par ITAS TIM dédié à la TNT HD (activé le 17/12/2013)
| Canal 35H, fréquence 586,16 MHz | Canal 35H, fréquence 586,16 MHz | Canal 35H, fréquence 586,16 MHz |
| LCN                             | Chaîne                          | SID                             |
| ------------------------------- | ------------------------------- | ------------------------------- |
| 22                              | 6ter                            | 2817                            |
| 23                              | Numéro 23                       | 2818                            |
| 24                              | RMC Découverte                  | 2819                            |

### Activation de l’émetteur 2, le 1 février 2016
La construction de l'émetteur s'est achevée 28 janvier 2016 par héliportage des derniers éléments. Le basculement du multiplex R8 canal 35 de l'émetteur 1 vers l’émetteur 2 est prévu le 1er février 2016. La proximité immédiate des deux antennes implique un basculement transparent pour les téléspectateurs. Par suite (avril 2016), le pylône ITAS a diffusé les multiplex R4 et R6 qu'il a remporté lors de l'appel d'offre.

## Suppression du multiplex R3 le 6 juin 2025
À la suite du choix du groupe Canal plus de ne plus diffuser ses chaines payantes sur la TNT, le multiplex R3 n'aurait théoriquement eu que 2 chaines : LCI et Paris première. Paris première a été transférée sur le R4 avec une baisse de résolution (de 1920x1080 en 1440x1080) et LCI sur le R6.
Multiplex R3 avant sa désactivation :
- Sauf Maryse Bastié (Amiens) : Canal 34, fréquence 578 MHz

| Canal 22H, fréquence 482,166 MHz / pylône TDF | Canal 22H, fréquence 482,166 MHz / pylône TDF | Canal 22H, fréquence 482,166 MHz / pylône TDF | Canal 22H, fréquence 482,166 MHz / pylône TDF | Canal 22H, fréquence 482,166 MHz / pylône TDF | Canal 22H, fréquence 482,166 MHz / pylône TDF | Canal 22H, fréquence 482,166 MHz / pylône TDF |
| LCN                                           | Chaîne                                        | SID                                           | VPid / PID PCR                                | APid E-AC3 - FRA                              | APid E-AC3 - ANG                              | APid E-AC3 - QAD                              |
| --------------------------------------------- | --------------------------------------------- | --------------------------------------------- | --------------------------------------------- | --------------------------------------------- | --------------------------------------------- | --------------------------------------------- |
| 4                                             | Canal+ clair / chiffré                        | 769                                           | 110                                           | 121                                           | 122                                           | 123                                           |
| 26                                            | LCI                                           | 776                                           | 510                                           | 521                                           |                                               |                                               |
| 41                                            | Paris Première                                | 777                                           | 610                                           | 621                                           | 622                                           | 623                                           |
| 42                                            | Canal+ Sport                                  | 771                                           | 310                                           | 321                                           | 322                                           |                                               |
| 43                                            | Canal+ Cinéma(s)                              | 770                                           | 210                                           | 221                                           | 222                                           |                                               |
| 45                                            | Planète+                                      | 772                                           | 410                                           | 421                                           |                                               |                                               |

Canal+ est désormais diffusé en haute définition également pour les plages en clair.
LCI et Paris Première sont diffusées dans un premier temps en définition standard (SD) soit au format 720 x 576. De plus le PID Vidéo de Paris Première n'est plus modifié lors du passage du clair au chiffré puisque la diffusion en MPEG 2 est abandonnée.A partir du 1er mars 2025, les autorisation des chaines Paris Première et LCI sont modifiées : elles sont désormais diffusées en Haute définition. En outre LCI basculera sur le multiplex R6 en juin 2025.

## Réception numérique (paramètres actuels)

### Le contenu desMultiplexà la suite du passage à la HD (fréquences valables à partir du 14 mai 2019)

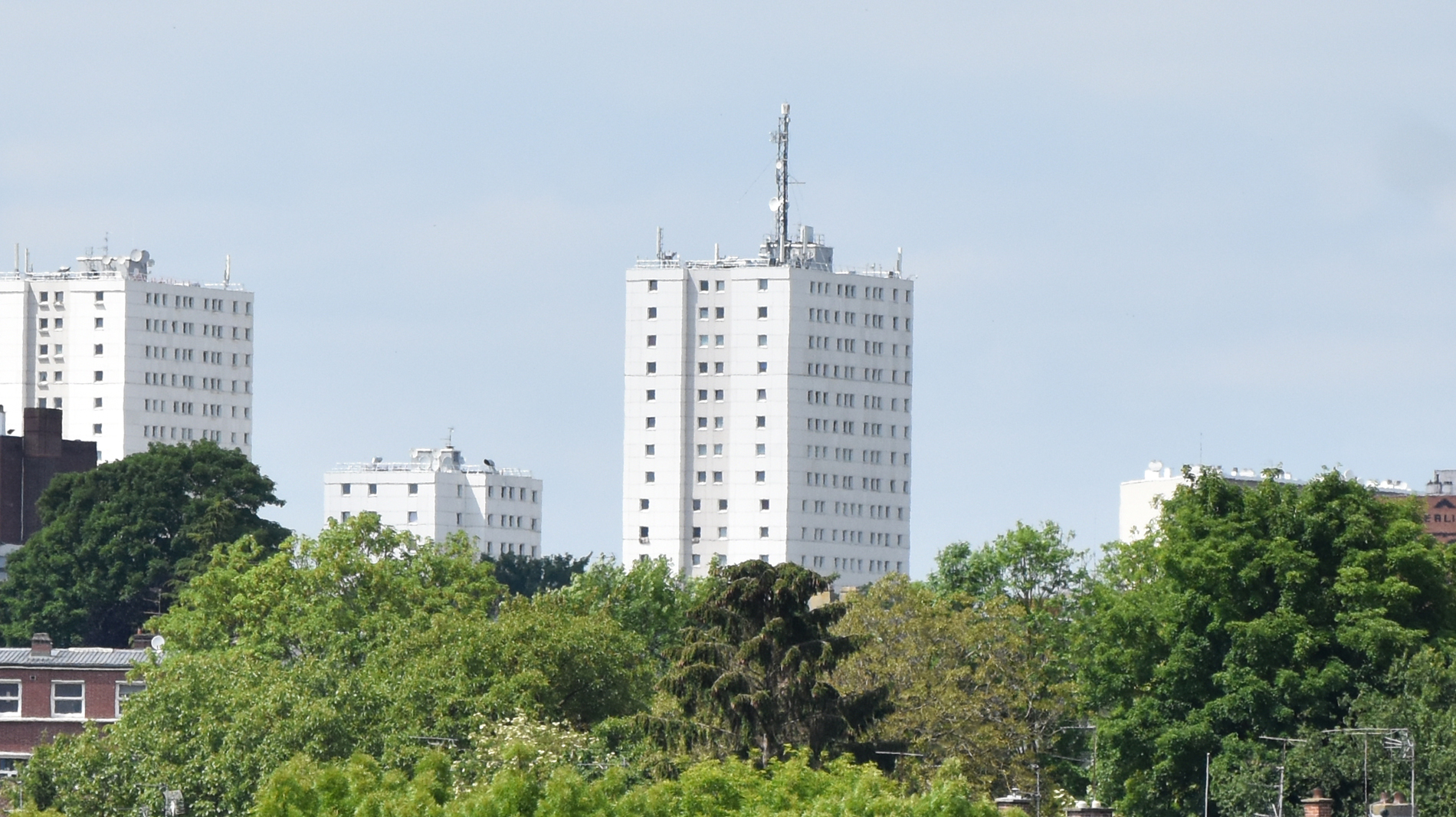
La tour Maryse Bastié à Amiens avec les antennes du multiplex R2.

Afin de libérer des fréquences pour pouvoir les revendre aux opérateurs mobiles dans le cadre de l’extension du réseau 4G, le nombre de multiplex est réduit, on passe de 8 multiplex à 6 : les multiplex 5 et 8 sont supprimés. Une seconde opération consistera à modifier les fréquences afin de libérer la plage de fréquence comprise entre les canaux 49 et 60.
Outre le passage en MPEG 4 HD pour toutes les chaînes en clair hormis LCI (MPEG4 SD), les modifications principales sont le passage des pistes sons en E-AC3 sauf pour France 3 et la disparition du télétexte sur Arte, télétexte qui n'était disponible que sur la version en définition standard.
Pour les chaînes déjà diffusées en HD, leur qualité s'en voit réduite : elles étaient au nombre de 3 par multiplex; elles sont désormais 5, et la qualité des encodeurs actuels ne permet pas de compenser cette perte de débit.
Le 14 mai 2019 de 1h02 à 2 h 30, l'ensemble des multiplexes ont été coupés pour permettre la libération de la bande des 700 MHz.
À la suite du rachat de la société ITAS par TDF, deux multiplex diffusés sur le pylône ITAS (R1 fin 2023, R4 en 2021 ) ont été rapatriés sur le pylône TDF.

#### Légende explicative des abréviations utilisées
| Abréviation | Signification             | Remarque |
| ----------- | ------------------------- | --- |
| LCN         | Logical channel name      | numéro attribué par le CSA |
| PID         | Packet identifier         | identificateur de paquet : permet au récepteur TNT de "trouver" les données associées à une chaine : audio, vidéo... |
| SID         | Service Identifier        | permet de différencier les chaînes (exemple plusieurs versions de France3). En général, lorsqu'une même chaîne est reçue depuis plusieurs émetteurs, (SID identiques) seul le signal le plus puissant est mémorisé par le récepteur. |
| VPID        | PID Vidéo                 | identifie les paquets de données du flux vidéo dans le multiplex considéré |
| PCR         | Program Clock Reference   | sert à la synchro des flux audio et vidéo en général le PID PCR pointe le flux vidéo qui contient les données de synchronisation |
| APID        | PID Audio                 | identifie les paquets de données d'un flux audio dans le multiplex considéré |
| MP2         | MPEG 1 Audio layer II     | norme de compression audio stéréo ou mono "de base" (antérieure au mp3 (MPEG 1 Audio layer III), cette norme est aussi utilisée dans les DVD vidéo)                                                                                  |
| E-AC3       | Norme audio Enhanced AC-3 | Dolby Digital Plus |
| AC4         | Norme audio Dolby_AC-4    | Compatible Dolby Atmos pour les chaines UHD également utilisée pour une diffusion en Dolby Digital Plus |
| FRA         | Français                  | |
| ANG         | Anglais                   | |
| ALL         | Allemand                  | |
| QAD         | audiodescription          | |

#### Multiplex R1
| Canal 35H, fréquence 586,166 MHz / pylône TDF | Canal 35H, fréquence 586,166 MHz / pylône TDF | Canal 35H, fréquence 586,166 MHz / pylône TDF | Canal 35H, fréquence 586,166 MHz / pylône TDF | Canal 35H, fréquence 586,166 MHz / pylône TDF | Canal 35H, fréquence 586,166 MHz / pylône TDF | Canal 35H, fréquence 586,166 MHz / pylône TDF |
| LCN                                           | Chaîne                                        | SID                                           | VPid / PID PCR                                | APid E-AC3 - FRA                              | APid E-AC3 - QAD                              | APid E-AC3 - ANG                              |
| --------------------------------------------- | --------------------------------------------- | --------------------------------------------- | --------------------------------------------- | --------------------------------------------- | --------------------------------------------- | --------------------------------------------- |
| 2                                             | France 2                                      | 257                                           | 120                                           | 130 (AC3)                                     | 131 (AC3)                                     | 132 (AC3)                                     |
| 3                                             | France 3 Picardie                             | 274                                           | 220                                           | 230 (joint)                                   | 231 (joint)                                   |                                               |
| 4                                             | France 4                                      | 260                                           | 320                                           | 330 (AC3)                                     | 331 (AC3)                                     | 332 (AC3)                                     |
| 16                                            | France Info                                   | 262                                           | 620                                           | 630 (AC3)                                     |                                               |                                               |
| 35                                            | Wéo Picardie                                  | 373                                           | 720                                           | 730 (Stéréo)                                  |                                               |                                               |

La seule chose que l'on puisse recevoir avec un adaptateur non compatible Haute définition est le son de France 3 Picardie qui est toujours diffusé au format MP2.
De plus France 3 n'ayant ni changé de SID, ni de fréquence cette chaîne fonctionnait directement sur la plupart des récepteurs haute définition sans qu'il soit nécessaire de procéder à une nouvelle recherche.
Enfin, comme dans la plupart des régions, le signal de France 3 est un signal basse définition redimensionné en HD, on parle d'upscalling, d'où son aspect "flou" par rapport aux autres chaînes, un passage en HD native est prévu en fin d'année. France télévision procédera tout d'abord à une expérimentation dans les régions Centre (26 avril) et Normandie (28 avril Caen et 3 mai Rouen).
Le 2 septembre 2020 France Info passe en HD à la suite de la disparition de France Ô. Au 1er février 2021 France 4 et France Info sont basculés en base définition afin de permettre la diffusion de Culturebox en HD jusqu'à la disparition de la chaine 19 le 12 mai 2021 où France 4 et France Info repassent en HD.

#### Multiplex R2
- Sauf Maryse Bastié (Amiens) : Canal 31, fréquence 554,166 MHz

| Canal 25H, fréquence 506,166 MHz / pylône TDF | Canal 25H, fréquence 506,166 MHz / pylône TDF | Canal 25H, fréquence 506,166 MHz / pylône TDF | Canal 25H, fréquence 506,166 MHz / pylône TDF | Canal 25H, fréquence 506,166 MHz / pylône TDF | Canal 25H, fréquence 506,166 MHz / pylône TDF | Canal 25H, fréquence 506,166 MHz / pylône TDF |
| LCN                                           | Chaîne                                        | SID                                           | VPid / PID PCR                                | APid E-AC3 - FRA                              | APid E-AC3 - ANG                              | APid E-AC3 - QAD                              |
| --------------------------------------------- | --------------------------------------------- | --------------------------------------------- | --------------------------------------------- | --------------------------------------------- | --------------------------------------------- | --------------------------------------------- |
| ex 8                                          | ex-C8                                         | 513                                           |                                               |                                               |                                               |                                               |
| 13                                            | BFM TV                                        | 515                                           | 320                                           | 330                                           |                                               |                                               |
| 16                                            | CNews                                         | 516                                           | 420                                           | 430                                           |                                               |                                               |
| 17                                            | CStar                                         | 517                                           | 520                                           | 530                                           | 531                                           |                                               |
| 12                                            | Gulli                                         | 518                                           | 620                                           | 630                                           | 631                                           | 632                                           |
| 18                                            | T18                                           | 519                                           | 720                                           | 730                                           |                                               |                                               |
| 19                                            | Novo 19                                       | 520                                           | 820                                           |                                               |                                               |                                               |

#### Multiplex R4
- Sauf Dury (Amiens) : Canal 47, fréquence 682,166 MHz

| Canal 45H, fréquence 666,166 MHz / pylône TDF | Canal 45H, fréquence 666,166 MHz / pylône TDF | Canal 45H, fréquence 666,166 MHz / pylône TDF | Canal 45H, fréquence 666,166 MHz / pylône TDF | Canal 45H, fréquence 666,166 MHz / pylône TDF | Canal 45H, fréquence 666,166 MHz / pylône TDF | Canal 45H, fréquence 666,166 MHz / pylône TDF | Canal 45H, fréquence 666,166 MHz / pylône TDF |
| LCN                                           | Chaîne                                        | SID                                           | VPid / PID PCR                                | APid E-AC3 - FRA                              | APid E-AC3 - QAD                              | APid E-AC3 - ANG                              | APid E-AC3 - ALL                              |
| --------------------------------------------- | --------------------------------------------- | --------------------------------------------- | --------------------------------------------- | --------------------------------------------- | --------------------------------------------- | --------------------------------------------- | --------------------------------------------- |
| 5                                             | France 5                                      | 1045                                          | 420                                           | 430                                           | 431                                           |                                               |                                               |
| 6                                             | M6                                            | 1025                                          | 120                                           | 130                                           | 131                                           | 132                                           |                                               |
| 7                                             | Arte                                          | 1031                                          | 320                                           | 330                                           | 331                                           | 332                                           | 333                                           |
| 9                                             | W9                                            | 1026                                          | 220                                           | 230                                           | 231                                           | 232                                           |                                               |
| 22                                            | 6ter                                          | 1046                                          | 520                                           | 530                                           | 531                                           | 532                                           |                                               |
| 77                                            | arte.tv                                       | 1047                                          | 620 (écran noir)                              |                                               |                                               |                                               |                                               |
| 26                                            | Paris Première                                | 1050                                          | 720                                           | 730                                           | 731                                           | 732                                           |                                               |

arte.tv est un service interactif qui nécessite un matériel compatible Hbbtv ainsi qu'une connexion internet.
Le guide des programmes (50) et Salto (51) sont également des services interactifs. Cependant Salto ne fonctionne que sur des modèles de TV récents sinon un écran noir s'affiche après la demande de validation par OK. Les chaînes 50 et 51 ont été diffusées du 20 avril 2021 au 18 janvier 2022 dans le cadre d'une expérimentation.
Le 16 avril 2021 le rayonnement de ce multiplex a été modifié.
La résolution de Paris première est en 1440x1080 contrairement au autres chaines diffusées en 1920x1080

#### Multiplex R6
- Sauf Dury (Amiens) : Canal 44, fréquence 658 MHz

| Canal 39H, fréquence 618,166 MHz / pylône TDF | Canal 39H, fréquence 618,166 MHz / pylône TDF | Canal 39H, fréquence 618,166 MHz / pylône TDF | Canal 39H, fréquence 618,166 MHz / pylône TDF | Canal 39H, fréquence 618,166 MHz / pylône TDF | Canal 39H, fréquence 618,166 MHz / pylône TDF | Canal 39H, fréquence 618,166 MHz / pylône TDF |
| LCN                                           | Chaîne                                        | SID                                           | VPid / PID PCR                                | APid E-AC3 - FRA                              | APid E-AC3 - ANG                              | APid E-AC3 - QAD                              |
| --------------------------------------------- | --------------------------------------------- | --------------------------------------------- | --------------------------------------------- | --------------------------------------------- | --------------------------------------------- | --------------------------------------------- |
| 1                                             | TF1                                           | 1537                                          | 120                                           | 130                                           | 131                                           | 132                                           |
| 10                                            | TMC                                           | 1542                                          | 620                                           | 630                                           | 631                                           | 632                                           |
| 11                                            | TFX                                           | 1544                                          | 520                                           | 530                                           | 531                                           |                                               |
| 12                                            | ex-NRJ 12                                     | 1538                                          |                                               |                                               |                                               |                                               |
| 13                                            | LCP                                           | 1545                                          | 720                                           | 730                                           |                                               |                                               |
| 15                                            | LCI                                           | 1546                                          | 220                                           | 230                                           |                                               |                                               |

Le 6 juin 2025, LCI a repris les paramètres de diffusion de la chaine NRJ12

#### Multiplex R7
- Sauf Dury (Amiens) : Canal 37, fréquence 602 MHz

| Canal 28H, fréquence 530,166 MHz / pylône TDF | Canal 28H, fréquence 530,166 MHz / pylône TDF | Canal 28H, fréquence 530,166 MHz / pylône TDF | Canal 28H, fréquence 530,166 MHz / pylône TDF | Canal 28H, fréquence 530,166 MHz / pylône TDF | Canal 28H, fréquence 530,166 MHz / pylône TDF | Canal 28H, fréquence 530,166 MHz / pylône TDF |
| LCN                                           | Chaîne                                        | SID                                           | VPid                                          | APid E-AC3 - FRA                              | APid E-AC3 - ANG                              | APid E-AC3 - QAD                              |
| --------------------------------------------- | --------------------------------------------- | --------------------------------------------- | --------------------------------------------- | --------------------------------------------- | --------------------------------------------- | --------------------------------------------- |
| 20                                            | TF1 Séries Films                              | 2561                                          | 120                                           | 130                                           | 131                                           | 132                                           |
| 21                                            | L'Équipe                                      | 2562                                          | 220                                           | 230                                           |                                               | 231                                           |
| 23                                            | RMC Story                                     | 2565                                          | 520                                           | 530                                           | 531                                           | 532                                           |
| 24                                            | RMC Découverte                                | 2564                                          | 420                                           | 430                                           | 431                                           | 432                                           |
| 25                                            | Chérie 25                                     | 2563                                          | 320                                           | 330                                           | 331                                           | 332                                           |

#### Multiplex R9
| Canal 33H, fréquence 570,166 MHz / pylône TDF | Canal 33H, fréquence 570,166 MHz / pylône TDF | Canal 33H, fréquence 570,166 MHz / pylône TDF | Canal 33H, fréquence 570,166 MHz / pylône TDF | Canal 33H, fréquence 570,166 MHz / pylône TDF | Canal 33H, fréquence 570,166 MHz / pylône TDF | Canal 33H, fréquence 570,166 MHz / pylône TDF | Canal 33H, fréquence 570,166 MHz / pylône TDF |
| LCN                                           | Chaîne                                        | SID                                           | VPid                                          | APid - AC4                                    | APid E-AC3 - FRA                              | APid E-AC3 - ANG                              | APid E-AC3 - QAD                              |
| --------------------------------------------- | --------------------------------------------- | --------------------------------------------- | --------------------------------------------- | --------------------------------------------- | --------------------------------------------- | --------------------------------------------- | --------------------------------------------- |
| 52                                            | France 2 UHD                                  | 2305                                          | 3021                                          | 3022                                          | 3032                                          | 3033                                          | 3034                                          |
| 53                                            | Test UHD                                      | 2306                                          | 3051                                          | 3052                                          | 3062                                          | 3063                                          | 3064                                          |

En tant qu'émetteur principal, le site d'Abbeville-Limeux a été sélectionné pour la diffusion du multiplex ultra haute définition R9 (opéré par la SAS GR UHD1) avec une puissance maximale de 8kW qui finalement sera ramené à 2kW. La diminution de puissance et le démarrage tardif : 8ème et dernière phase de déploiement est due à la localisation en zone frontalière de l'émetteur. La mise en service de l'émetteur est effective dans la matinée du 22 juillet 2024. Elle consiste à la reprise et au décodage du signal satellite (12,522 Ghz) également à destination des utilisateurs de Fransat sur le satellite Eutelsat 5 West B selon le principe du partage d'une seule fréquence pour deux utilisations terrestre et satellite : DVB-SIS
La norme de diffusion est le DVB-T2 et l'audio est transmis en plus du format Dolby AC4 , permettant la diffusion en Dolby atmos, également au format AC3 pour une compatibilité avec les TV UHD (résolution 3 840 × 2 160 pixels) ne supportant pas le format audio AC4.
La réception gratuite en TNT des chaines UHD, permet au téléspectateur de bénéficier du Dolby Atmos (quand il est diffusé) ainsi de l'espace colorimétrique HDR BT2020. Ces deux technologies sont souvent incompatibles avec les box tv des opérateurs internet.

#### Multiplex en isofréquence
| Maryse Bastié (Amiens 2) | Amiens           | Somme | Non                                           | Oui (15W) · TDF 31H SFN autre émetteur    | Non                                          | Non                                          | Non                                          | Non                                           |
| Dury-Towercast           | Amiens           | Somme | Oui (32W) · Towercast SFN + 130 microsecondes | Non                                       | Oui (28W) · Towercast 34H SFN autre émetteur | Oui (35W) · Towercast 47H SFN autre émetteur | Oui (34W) · Towercast 44H SFN autre émetteur | Oui (32W) · Towercast 37H SFN autre émetteur  |
| Bel-Air                  | Ault             | Somme | Oui (600mW) · TDF SFN + 106 microsecondes     | Oui (600mW) · TDF SFN + 106 microsecondes | Oui (600mW) · TDF SFN + 106 microsecondes    | Oui (600mW) · TDF SFN autre émetteur         | Oui (600mW) · TDF SFN autre émetteur         | Oui (710mW) · TDF SFN + 106 microsecondes     |
| Le Paradis               | Doullens         | Somme | Oui (7,1mW) · TDF SFN + 142 microsecondes     | Oui (7,1mW) · TDF SFN + 142 microsecondes | Oui (6,9mW) · TDF SFN + 142 microsecondes    | Oui (7,1mW) · TDF SFN autre émetteur         | Oui (7,1mW) · TDF SFN autre émetteur         | Oui (7,1mW) · TDF SFN + 142 microsecondes     |
| Les Fossés               | Outrebois        | Somme | Oui (8,7W) · TDF SFN + 121 microsecondes      | Oui (8,7W) · TDF SFN + 121 microsecondes  | Oui (8,7W) · TDF SFN + 121 microsecondes     | Oui (8,9W) · ITAS TIM SFN autre émetteur     | Oui (8,7W) · TDF SFN autre émetteur          | Oui (8,9W) · ITAS TIM SFN + 121 microsecondes |
| Le Frier                 | Poix-de-Picardie | Somme | Oui (600mW) pas de SFN                        | Oui (600mW) pas de SFN                    | Oui (600mW) pas de SFN                       | Oui (600mW) pas de SFN                       | Oui (600mW) pas de SFN                       | Oui (600mW) pas de SFN                        |

### TNT canaux définitifs → Basculement effectif depuis le 3 juillet 2012
Le passage des canaux temporaires vers les canaux définitifs aura lieu avec l'extinction de l'analogique dans le Sud-Est du Royaume-Uni (source CSA).
Le Digital switch-over dans le Sud-Est du Royaume-Uni a eu lieu le 27 juin 2012.
Dans le plan cible initial de l'émetteur de Limeux, les canaux utilisés par les 9 multiplex étaient les suivants:
22,25,28,35,39,48,55,57,58.

#### Interférences avec les émetteurs étrangers

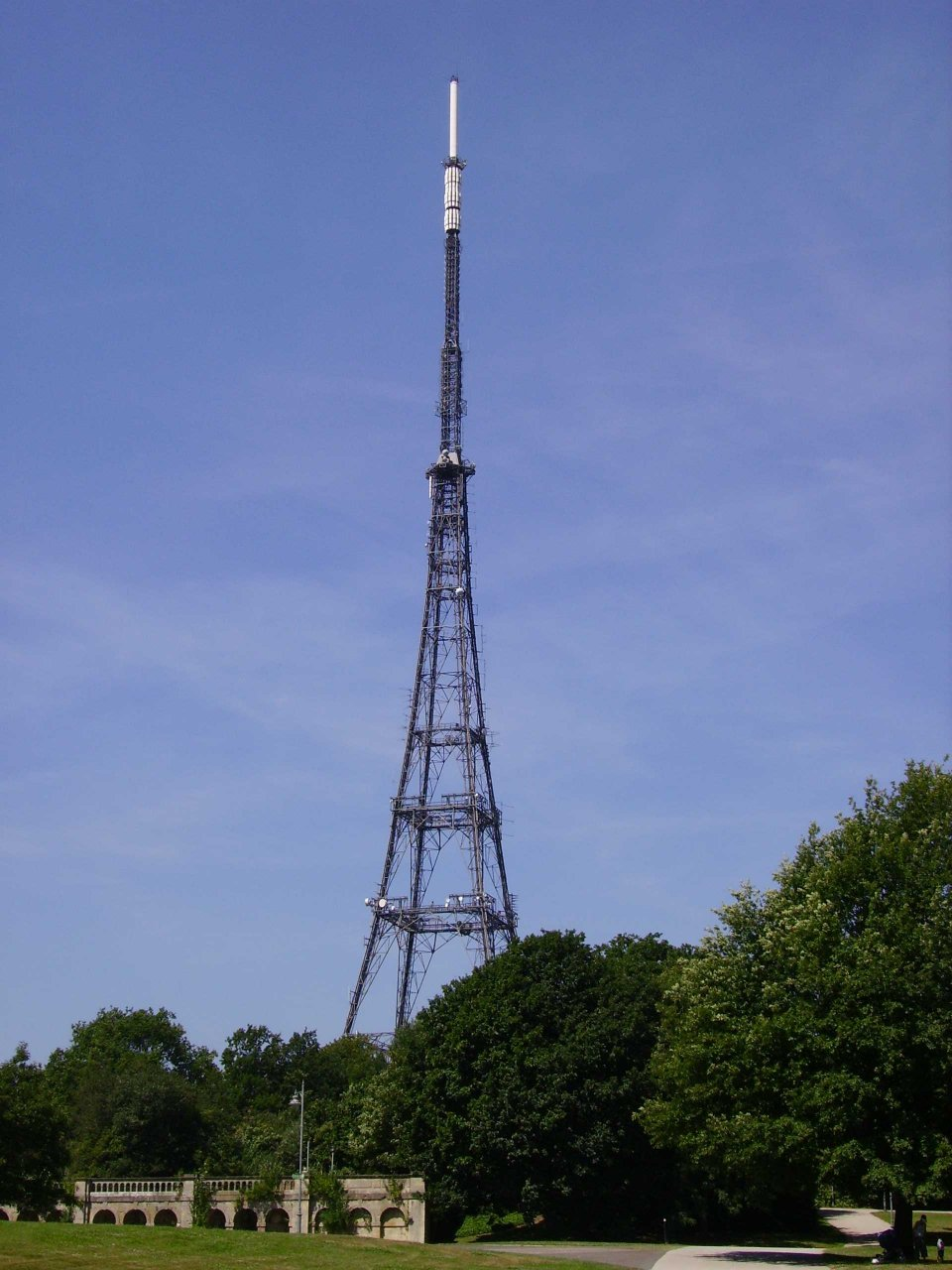
Émetteur de Crystal Palace (Londres)
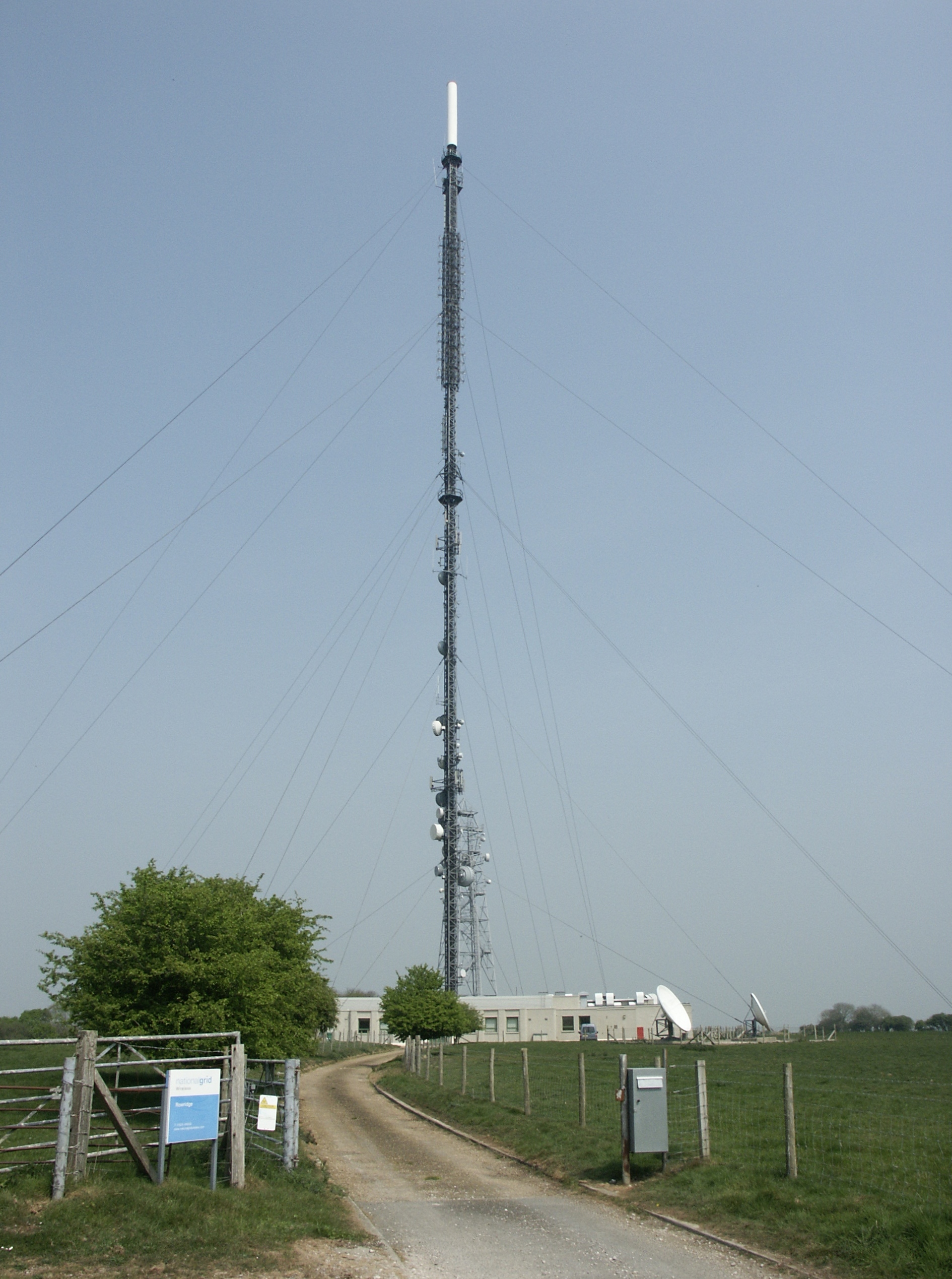
Émetteur de Rowridge (Île de Wight)
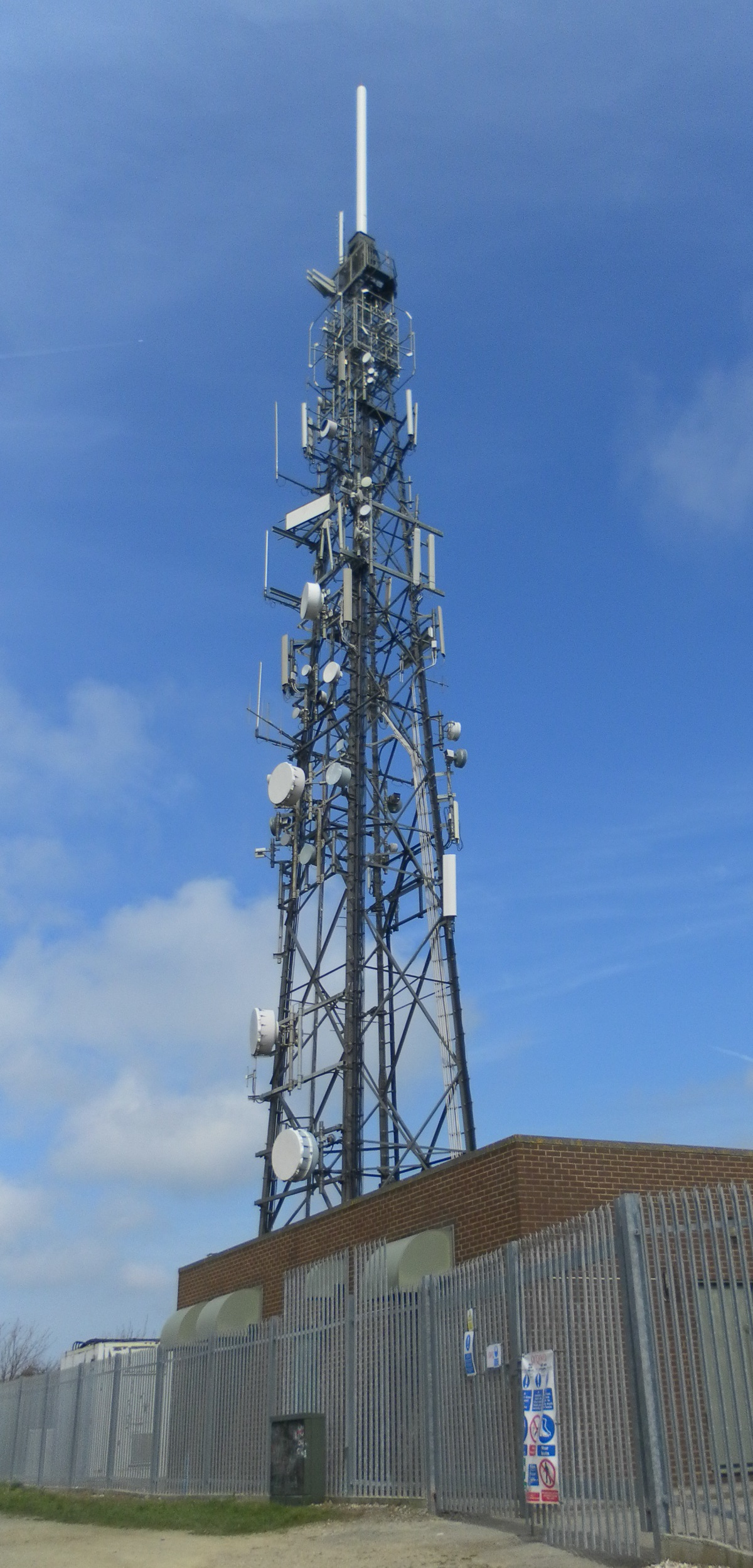
Émetteur de Whitehawk Hill (à l'est de Brighton)

| Liste des interférences pour Limeux (plan Genève 06) | Liste des interférences pour Limeux (plan Genève 06) | Liste des interférences pour Limeux (plan Genève 06) | Liste des interférences pour Limeux (plan Genève 06) |
| Canal                                                | Émetteurs anglais                                    | Requête Belgique                                     | Observations                                         |
| ---------------------------------------------------- | ---------------------------------------------------- | ---------------------------------------------------- | ---------------------------------------------------- |
| 22H                                                  | Rowridge / Crystal Palace                            | Allotissement Belgique Ouest                         |                                                      |
| 25H                                                  | Rowridge / Crystal Palace                            |                                                      |                                                      |
| 28H                                                  | Rowridge / Crystal Palace                            |                                                      |                                                      |
| 39H                                                  | Crystal Palace                                       |                                                      |                                                      |
| 57H                                                  | Whitehawk Hill                                       |                                                      | Aujourd'hui désactivé sur Limeux et Whitehawk Hill   |
| 58H                                                  | Newhaven                                             | Allotissement Belgique Ouest                         | Avant le 14 mai 2019                                 |

Cette liste de fréquence est issue du plan de Genève 2006. La liste publiée en décembre 2009 par le CSA pour l'émetteur de Limeux est légèrement différente (les canaux 22 et 28 n'ont pas été utilisés au départ. Ces derniers seront utilisés dans le plan cible).
Le fait d'avoir des émetteurs "voisins" sur une même fréquence oblige l'emploi de restrictions de puissance en direction de ces émetteurs.
Une exception : le canal 57 qui était omnidirectionnel à 80 kW : Whitehawk Hill émettait en polarisation Verticale avant l'abandon de ce canal en novembre 2019. En effet, comme en France, l'Ofcom (le régulateur britannique) a procédé à la libération de la bande des 700 MHz au bénéfice de la téléphonie mobile dans le cadre du "700 MHz clearance programme".
La réception de Limeux sur la côte picarde et pour le sud de la côte d'opale en sera légèrement affectée.

## Limeux au-delà des limites de la zone de couverture: la réception DX
Les émetteurs VHF/UHF fonctionne 'à vue'. Du fait du relief et de la courbure terrestre, Limeux n'est donc pas théoriquement recevable au-delà d'Arras et pourtant sous certaines conditions Limeux peut être par exemple reçu en Belgique. Il s'agit d'une réception longue distance ou DX.
À l'origine du phénomène les conditions météo, cette réception n'est possible que quelques jours par an du fait de la propagation troposphérique des ondes (une sorte de mirage "version ondes électromagnétiques").
Explications :

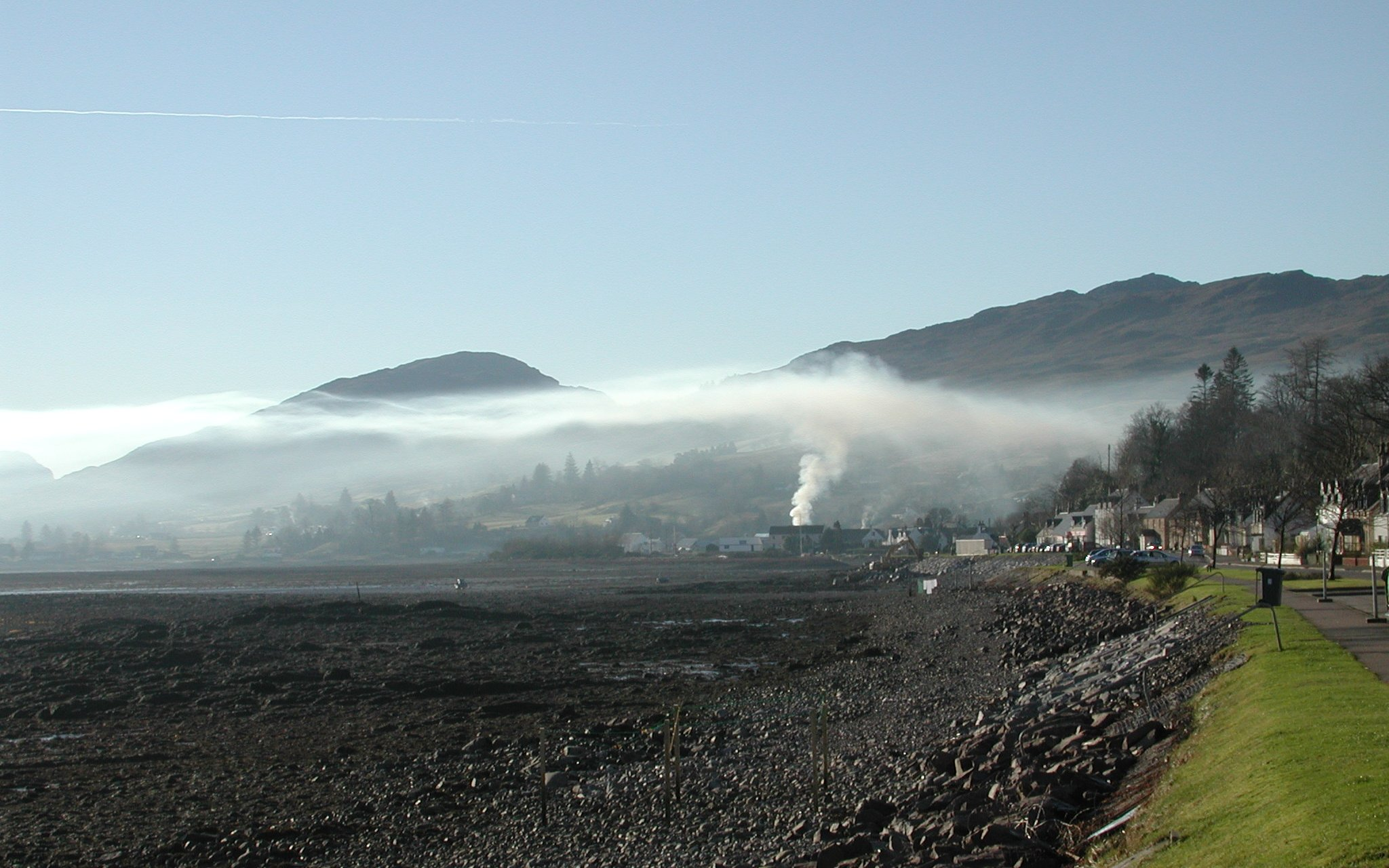
Brouillard à Loch carron, Écosse 'piégé' par la couche d'inversion thermique.

En temps normal, dans la troposphère, la température décroit avec l'altitude une chute d'environ 6,5 °C par kilomètre. Mais imaginons par exemple qu'après une nuit froide, le sol soit recouvert par une couche de brouillard, la température au sommet de la couche est alors susceptible (via le soleil) d'être plus chaude qu'en dessous le gradient de température devient positif, on est face à un phénomène d'inversion thermique.
Les couches d'inversion constituent un "guide d'ondes libre". Nos ondes VHF/UHF peuvent alors "voyager" et suivre la courbure terrestre pour enfin être reçues au-delà de la zone de couverture normale de Limeux. Elles sont littéralement "courbées" par l'indice de réfraction plus élevé généré par la couche d'inversion thermique.
Tout phénomène météo conduisant à la formation d'une inversion thermique convient et il est bien sûr préférable que cette couche d'inversion se situe à une altitude élevée. Enfin, plus la fréquence est basse plus elle est susceptible d'être reçue en DX (la FM "passe mieux" que la TV).
Remarques :
- Un retour à des conditions météo normales entraine une perte totale du signal pour ce type de réception.
- Un site internet[70] permet de suivre les "ouvertures" de propagation troposphérique.
- Ce phénomène a plutôt lieu pendant les mois d'été et d'automne.

La propagation troposphérique est la propagation la plus probable pour l'UHF de Limeux. Pour info il existe d'autres types de propagation (voir liens en fin d'article) :
- la Propagation sporadique E (plutôt pour le VHF (dont FM))
- la Propagation ionosphérique (plutôt pour les Hautes fréquences (3-30 MHz))
- la propagation par réflexion sur la trainée ionisée des météorites
- la propagation par réflexion sur la lune ou moonbounce

## Les antennes des émetteurs de Limeux

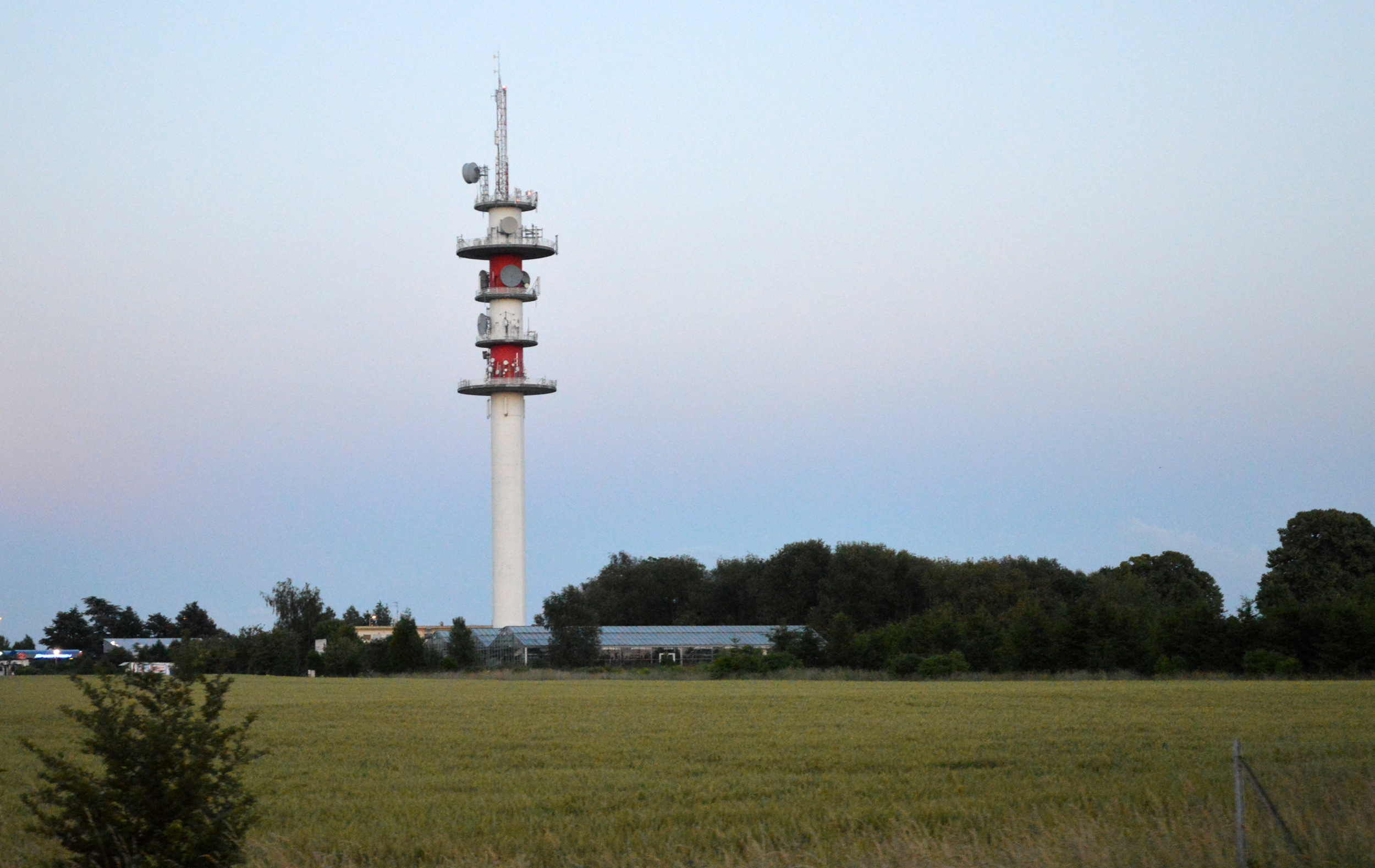
Tour Hertzienne d'Amiens-Dury (TDF) faisceaux hertzien avec Limeux
mais pas de TNT depuis ce site

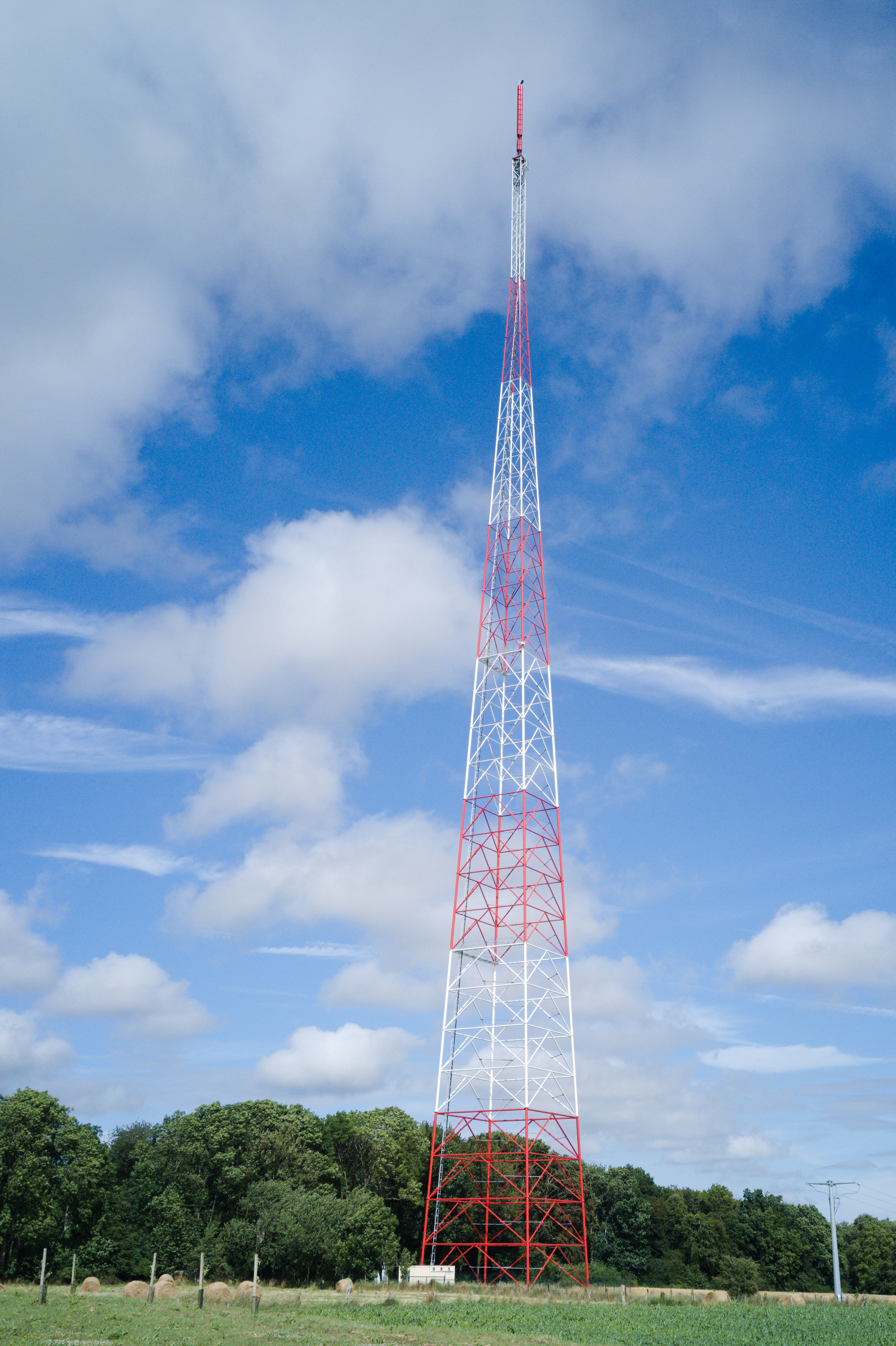
Limeux émetteur antenne 2 mât autoportant quadripode ITAS TIM en 2016 HD

Les trois premiers réseaux analogiques (TF1, F2, F3) étaient diffusés depuis le pylône au sommet de l'émetteur 1 (tube avec une bande blanche et une bande rouge). Aux deux tiers de l'émetteur 1, sur la sixième bande rouge en partant du haut, sont placés une série de 3x8 panneaux UHF (en rouge) ajoutés fin 1990 et mis en service début 1991. Ils étaient destinés à la diffusion des 5e et 6e réseaux analogiques (F5/Arte et M6). Toutes ces antennes sont aujourd'hui désactivées mais n'ont pas été déposées.
Les radios sont diffusées depuis les dipôles FM en polarisation mixte (enchevêtrement métallique situé au sommet de l'émetteur 1).
Sur la troisième bande blanche de l'émetteur 1, en partant du haut, les panneaux UHF ajoutés en décembre 2007 et destinés à la TNT (à 160 m du sol). À un angle de la passerelle carrée il y a 2 séries de 6 panneaux et de l'autre côté du mât, (angle opposé de cette passerelle carré) une série de 4 panneaux.
| Liste des faisceaux hertzien de l'émetteur 1 (TDF uniquement) -source ANFR | Liste des faisceaux hertzien de l'émetteur 1 (TDF uniquement) -source ANFR | Liste des faisceaux hertzien de l'émetteur 1 (TDF uniquement) -source ANFR | Liste des faisceaux hertzien de l'émetteur 1 (TDF uniquement) -source ANFR | Liste des faisceaux hertzien de l'émetteur 1 (TDF uniquement) -source ANFR | Liste des faisceaux hertzien de l'émetteur 1 (TDF uniquement) -source ANFR | Liste des faisceaux hertzien de l'émetteur 1 (TDF uniquement) -source ANFR |
| Dimension de la parabole                                                   | Hauteur de la parabole par rapport au sol sur l'émetteur 1                 | Orientation de l'antenne                                                   | Bande de fréquence utilisée                                                | Destination du faisceau hertzien                                           | Distance parcourue par le faisceau                                         | Localisation de la destination                                             |
| -------------------------------------------------------------------------- | -------------------------------------------------------------------------- | -------------------------------------------------------------------------- | -------------------------------------------------------------------------- | -------------------------------------------------------------------------- | -------------------------------------------------------------------------- | -------------------------------------------------------------------------- |
| 180 cm                                                                     | 46 m                                                                       | 118,1°                                                                     | 8 GHz                                                                      | Tour hertzienne d'Amiens-St Fuscien                                        | 38,2km                                                                     | 49° 50′ 57″ N, 2° 18′ 00″ E                                                |
| 60cm                                                                       | 46 m                                                                       | 17,3 °                                                                     | 8 GHz                                                                      | Château d'eau d'Abbeville RD 1001                                          | 9,6km                                                                      | 50° 05′ 42″ N, 1° 52′ 11″ E                                                |
| 80cm                                                                       | 58 m                                                                       | 118,4 °                                                                    | 8 GHz                                                                      | Tour hertzienne d'Amiens-St Fuscien                                        | 38,2km                                                                     | 49° 50′ 57″ N, 2° 18′ 00″ E                                                |

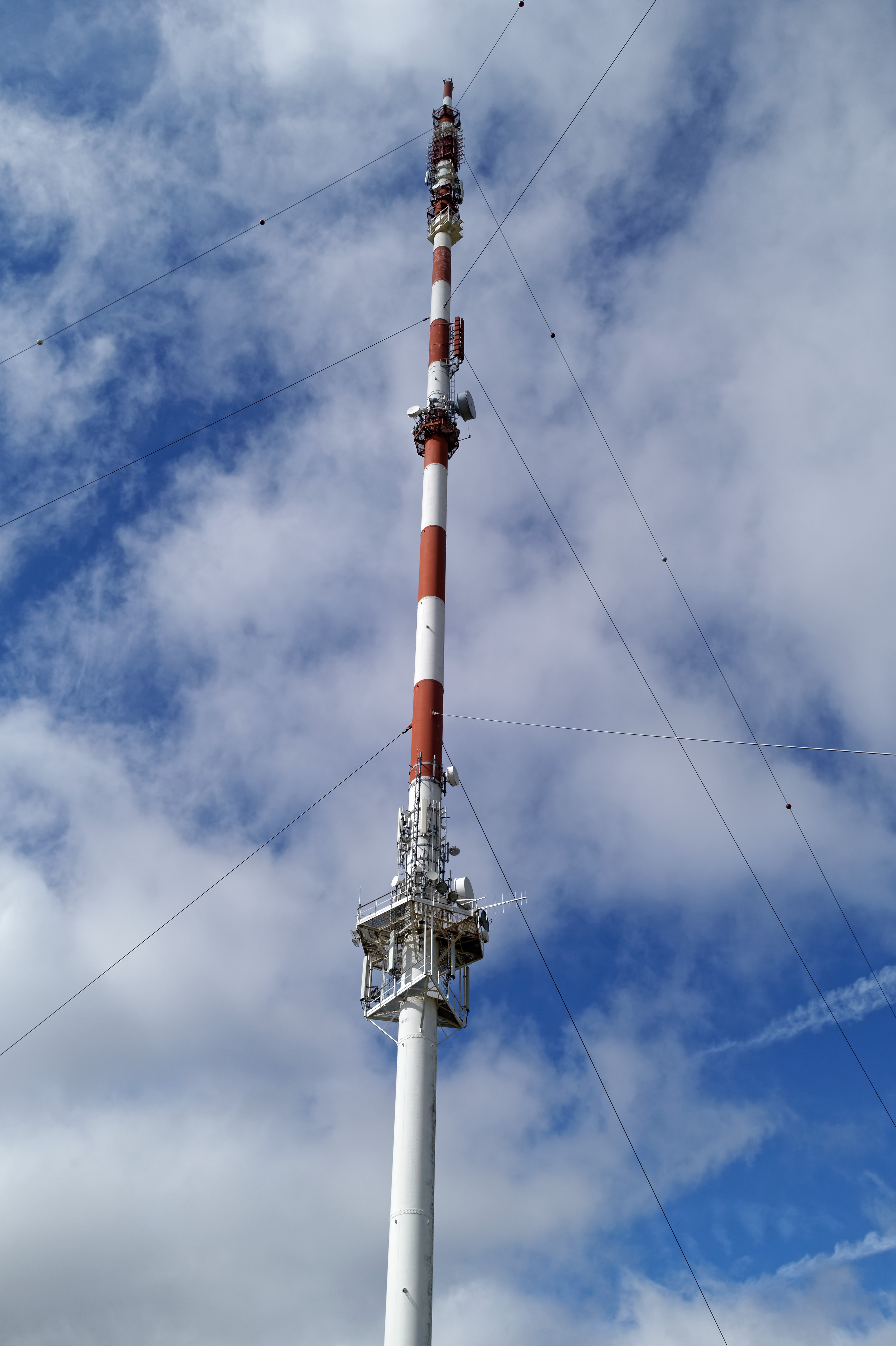
TDF Limeux ; émetteur antenne 1, pylône haubanné en 2016.

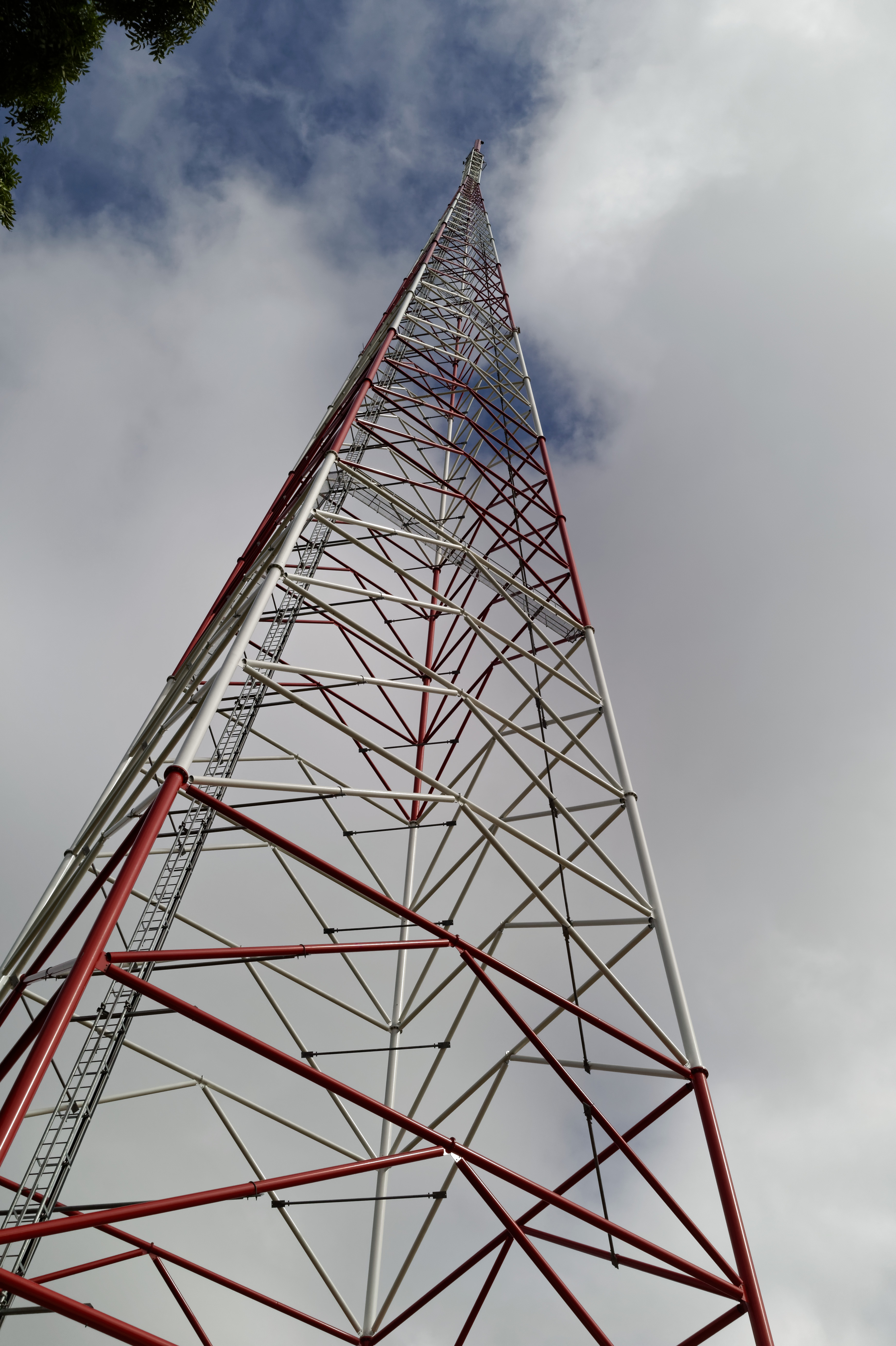
Limeux émetteur antenne 2, mât autoportant ou autostable quadripode structure détaillée.

| 120cm                                                                      | 98 m                                                                       | 211,8°                                                                     | 8 GHz                                                                      | Tour hertzienne d'Auvilliers (pour liaison avec Neuchatel-Croixdalle)      | 34,65km                                                                    | 49° 44′ 51″ N, 1° 34′ 33″ E                                                |
| 120cm                                                                      | 55 m                                                                       | 118,1 °                                                                    | 8 GHz                                                                      | Tour hertzienne d'Amiens-Dury                                              | 36,05km                                                                    | 49° 51′ 32″ N, 2° 16′ 25″ E                                                |
| 60cm                                                                       | 44 m                                                                       | 17,3 °                                                                     | 18 GHz                                                                     | Château d'eau d'Abbeville RD 1001                                          | 9,6km                                                                      | 50° 05′ 42″ N, 1° 52′ 11″ E                                                |
| 30cm                                                                       | 8 m                                                                        | 96,8 °                                                                     | 38 GHz                                                                     | émetteur Limeux 2 (pylône ITAS)                                            | 250m                                                                       | 50° 00′ 44″ N, 1° 50′ 01″ E                                                |

La liaison hertzienne vers le château d'eau d'Abbeville permet d'acheminer les signaux des radios FM transmis depuis ce site
Au surplus, l'émetteur 1 est équipé d'antennes de téléphonie mobile des opérateurs Bouygues télécom, SFR et Free desservant les villages alentour ainsi que de liaisons techniques de ces mêmes opérateurs.
Sur l'émetteur 2 les 3 multiplex DVB-T sont transmis avec les panneaux UHF de couleur rouge au sommet du pylône.